# 西新宿
西新宿（日语：／ Nishi-shinjuku */?）是日本東京新宿區內的一個地域名及町名（包含了西新宿一丁目至八丁目等8個街廓）。範圍包括新宿站西口至澀谷區、中野區區境附近。位於西新宿地區內、以東京都廳為中心的新宿新都心是日本最早也是規模最龐大的摩天大樓集中區域。除了這些現代建築密佈的區域外，在西新宿的一些角落也存在不少歷史悠久、未因都市重新規劃拆遷或消失的老舊住宅區。
西新宿地區的郵遞區號為160-0023。根據2013年8月1日的統計數字，當地有20,275人的居住人口，但因該地區內大都是超高層的商業建築，在平常日上班時段，因工作或其他商業活動而湧入的非常駐人口遠超過上述數字。

## 概要
西新宿在新宿站西口至澀谷區與中野區區界之間，區內超高層大樓林立，形成日本最大的辦公商區，稱新宿新都心（副都心）。周邊亦有古老的住宅區。

## 歷史

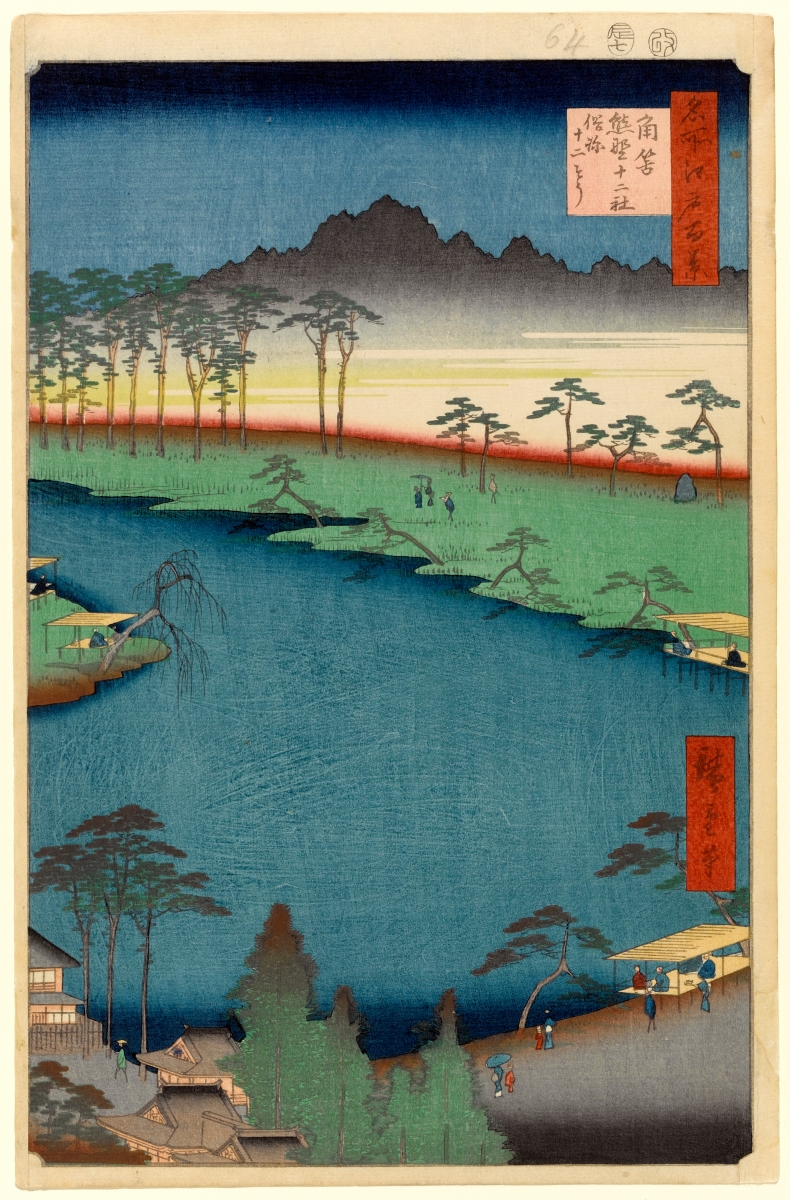
歌川廣重《名所江戶百景》的角筈熊野十二社。畫內為十二社池（現在西新宿四丁目附近）。

該地區在1970年（昭和45年）實施住居表示後，因位於新宿地區的西半側而得名。西新宿一～六丁目在過去稱為角筈（つのはず），屬角筈村的範圍，後為南豐島郡淀橋町大字角筈。青梅街道北側（西新宿七 - 八丁目）在過去為柏木（かしわぎ）一丁目。這些地名依然保留在新宿區特別出張所與巴士站名稱中。此外，新町（しんまち）、成子（なるこ）町、十二社（じゅうにそう）、辻、幡谷前、豐水、添地町、五十人町等過去的字依然保留於史蹟、巴士站等名稱。
江戶時代，現在的西新宿四丁目有十二社池、熊野神社的瀑布、茶屋與屋敷，是以農村為主的區域。
1885年（明治17年）新宿站開業。1889年（明治22年），作為品川線（現山手線）、甲武鐵道（現中央本線）的轉運站，周邊開始發展。
1898年（明治31年），淀橋淨水廠啟用，是東京近代供水的發源地。
戰後，往西發展的趨勢加上戰後重建計畫，作為交通要地的新宿聚集許多商業設施，新宿副都心計畫（新宿新都心）定案。靠近新宿站西口的淀橋淨水廠於1965年關閉（其功能由1960年啟用的東村山淨水廠取代），做為新宿副都心的計畫用地，發展成摩天大廈雲集的中心商業區。1971年（昭和46年）京王廣場大飯店完工後，高度超過200公尺的超高層大廈陸續建設。此外，1960年代新宿站周邊陸續進駐私鐵百貨（小田急百貨店、京王百貨店）、都電（都電杉並線）的廢止、新宿站西口地下廣場的建設等車站周邊再開發也是西新宿發展的重要事件。
1991年（平成3年），位於西新宿的第三代東京都廳舍啟用，當時以243公尺的高度成為日本第一高樓。此後大致確立西新宿今日的街廓樣貌。
另一方面，遠離車站的地區依然保留了昭和時代東京住宅街的風貌，只是隨著大量大廈的建造與自治體的再開發計畫，逐漸轉變成商業區。

### 地名由來
因位於新宿站西側而得名。

### 現代西新宿丁目個別地區狀況

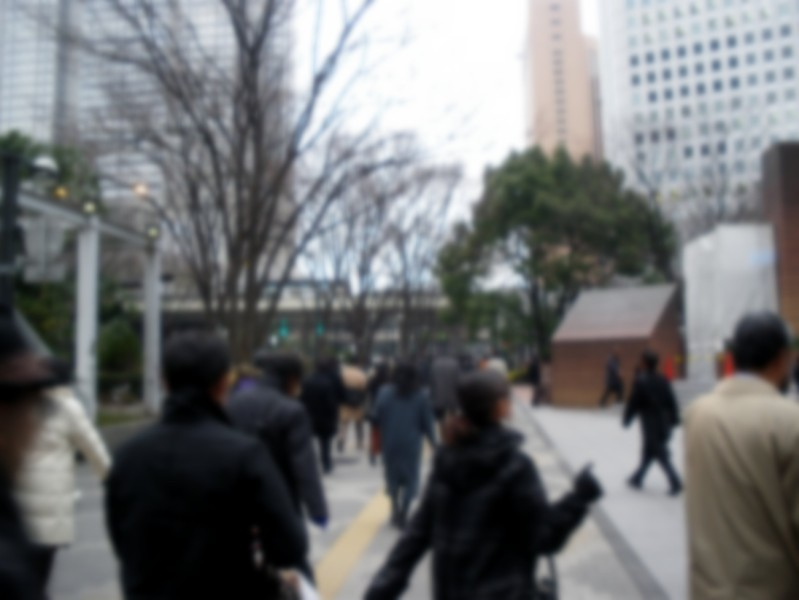
新宿新都心早上的通勤風景。（西新宿二丁目・新宿三井大廈附近）

| 丁目         | 地域性                                   |
| 西新宿一丁目 | 新宿站周邊、百貨、飲食、電氣製品等商業   |
| 西新宿二丁目 | 超高層大樓群、都廳、高級飯店、公園       |
| 西新宿三丁目 | 高級飯店、舊公寓、SOHO                   |
| 西新宿四丁目 | 住宅地                                   |
| 西新宿五丁目 | 住宅地、商店街、新興公寓大樓             |
| 西新宿六丁目 | 超高層大樓、高級飯店、新興公寓大樓、醫院 |
| 西新宿七丁目 | 酒吧、小吃店、速食等商業、舊公寓         |
| 西新宿八丁目 | 住宅地、新興公寓大樓、再開發地區         |

## 年表
- 1885年（明治18年）：新宿站開業。

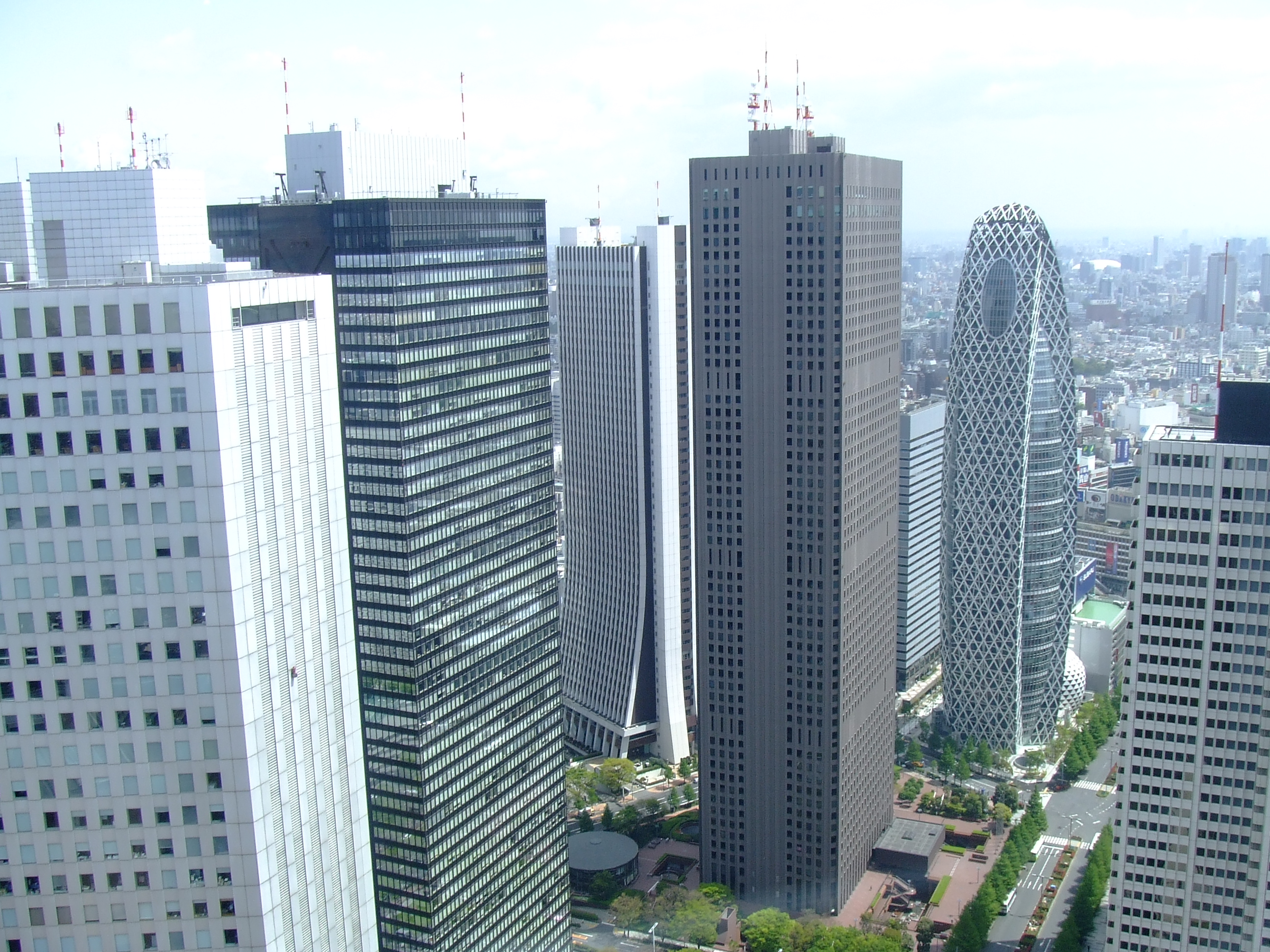
由東京都廳舍俯望西新宿高樓群

- 1898年（明治31年）：淀橋淨水場開業。
- 1914年（大正3年）：京王電氣軌道（現：京王線）開通。
- 1927年（昭和2年）：小田急線開通。
- 1965年（昭和40年）：淀橋淨水場遷移至東村山。
- 1966年（昭和41年）：新宿站西口地下廣場竣工。
- 1970年（昭和45年）：住居表示實施，西新宿一～六丁目誕生。
- 1971年（昭和46年）：住居表示實施，西新宿七～八丁目誕生。
- 1971年（昭和46年）：淨水場舊址一角、第一家京王廣場飯店開業。從1970年代～1980年代相繼有摩天大樓建成。
- 1991年（平成3年）：東京都廳舍由千代田區丸之内三丁目，遷至西新宿二丁目開廳。
- 1996年（平成8年）：丸之内線西新宿站開業。
- 1997年（平成9年）：都營12號線（現：大江戶線）光丘～新宿間開業。西新宿五丁目站都廳前站開業。
- 2000年（平成12年）：都營大江戶線全線開業。新宿西口站開業。

## 住居表示實施前後的町名變遷
| 實後         | 實年月日     | 實前（各地名部分區域）                                       |
| 西新宿一丁目 | 1970年4月1日 | 角筈一丁目、角筈二丁目、角筈三丁目                           |
| 西新宿二丁目 | 1970年4月1日 | 角筈三丁目、十二社、淀橋                                     |
| 西新宿三丁目 | 1970年4月1日 | 角筈三丁目                                                   |
| 西新宿四丁目 | 1970年4月1日 | 角筈三丁目、十二社、淀橋                                     |
| 西新宿五丁目 | 1970年4月1日 | 淀橋                                                         |
| 西新宿六丁目 | 1970年4月1日 | 角筈三丁目、柏木一丁目、淀橋                                 |
| 西新宿七丁目 | 1971年1月1日 | 柏木一丁目、百人町一丁目、角筈一丁目、角筈二丁目、角筈三丁目 |
| 西新宿八丁目 | 1971年1月1日 | 柏木一丁目                                                   |

## 西新宿著名設施

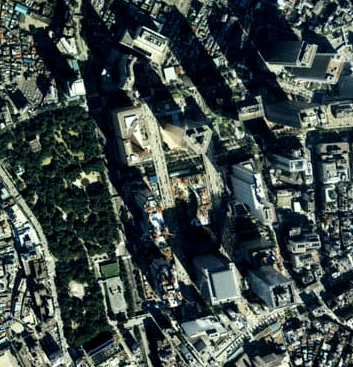
西新宿摩天大樓區空拍

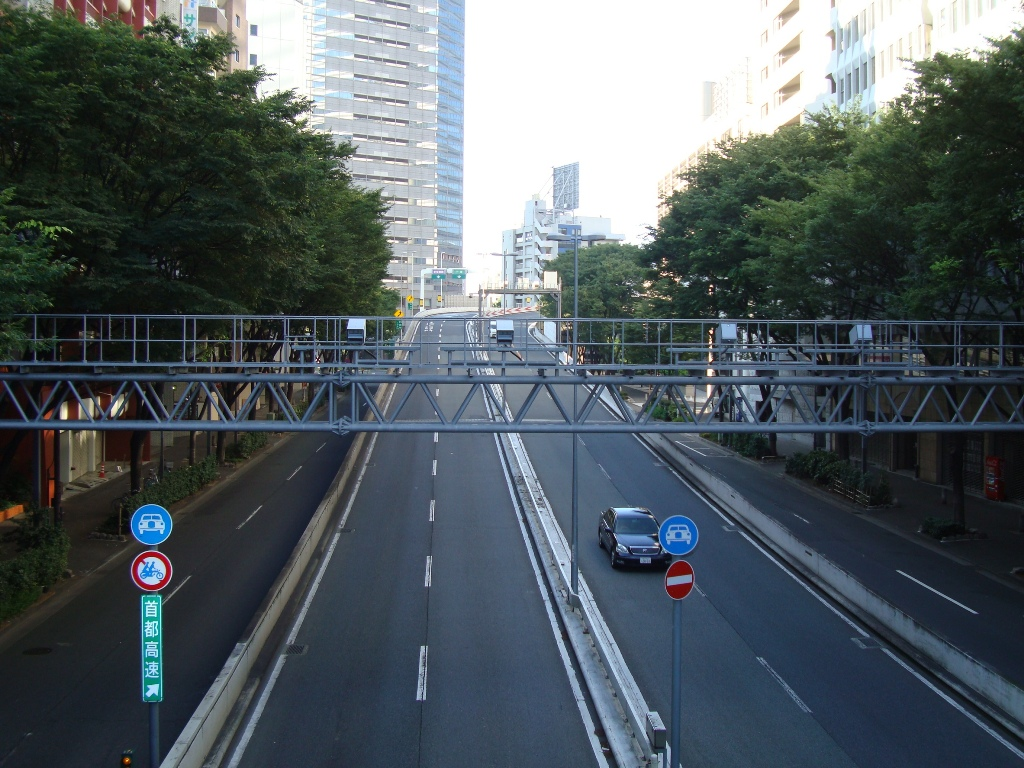
首都高速4號線　新宿出入口

- 小田急百貨店
- 京王百貨店
- 新宿新都心摩天大樓群
- 新宿中央公園
- 大型家電量販店
- 東京醫科大學醫院
- 工學院大學
- 思出橫丁
- 東京Mode學園
- 十二社天然温泉
- 都營巴士新宿分駐所
- 東京歌劇城
- NTT東日本本社
- 毛陽咖哩
- Linux Academy
- 麵屋武蔵

## 大酒店
300房以上：
- 京王廣場酒店（Keio Plaza Hotel）
- 東京希爾頓酒店（Hilton Tokyo）
- 東京凱悦酒店（Hyatt Regency Tokyo）
- 京王布莱索酒店新宿（Keio Presso Inn Shinjuku）
- 新宿華盛頓飯店（Shinjuku Washington Hotel）
- 新宿燦路都飯店（Hotel Sunroute Plaza Shinjuku）
- 小田急世紀南悦酒店（Hotel Century Southern Tower）

※其他小商務酒店多数

## 西新宿超高層大樓一覧
- 京王廣場酒店 本館47樓178公尺、南館35樓138.65公尺
- 新宿住友大廈（通稱：住友三角大廈） 52樓210.3公尺
- KDDI大廈（舊名 KDD本社大廈） 32樓164.4公尺
- 新宿三井大廈 55樓225公尺
- 日本損保總部大廈（舊名 安田火災海上大廈） 40樓200公尺
- 新宿野村大廈 50樓209.9公尺
- 新宿中心大廈 54樓223公尺
- 小田急第一生命大廈（舊名 新宿第一生命大廈）26樓117.1公尺
- 東京凱悅酒店（舊名 世紀凱悅酒店） 28樓117.1公尺
  - 小田急第一生命大廈與東京凱悅酒店市雙子大廈，地下與地上2樓是共有構造。
- 新宿NS大廈 30樓133.65公尺
- 新宿華盛頓酒店 25樓85公尺
- 東京希爾頓酒店（新宿國際大廈） 38樓130.2公尺
- 新宿綠塔 28樓110公尺
- 東京醫科大學醫院 19樓79.3公尺
- 新宿L大廈 31樓124公尺
- 新宿Monolith大廈 30樓123.35公尺
- 東京都廳舍 第一本廳舍48樓243.4公尺、第二廳舍34樓163.3公尺
- 工學院大學 29樓143公尺
- S-tec情報大廈 28樓130公尺
- 新宿公園塔 52樓235公尺
- 新宿廣場大廈 31樓123.4公尺
- 新宿i-Land大廈 44樓189.42公尺
- NTT東日本本社大廈　23樓 123.16公尺
- 東京歌劇城大廈 54樓234.37公尺
- 西新宿三井大廈　27樓112公尺
- 新宿OAK CITY 38樓183.84公尺
  - 住友不動産新宿OAK大廈與日土地西新宿大廈的合稱。數據是OAK TOWER。
- 新宿FIRST WEST 18樓90.85公尺
- CENTRAL RESIDENCE新宿CITY TOWER　31樓104.5公尺
- City Tower新宿新都心 36樓131公尺
- PROSPECT AXE THE TOWER新宿　32樓104.4公尺
- N.Y.T.ALTAS TOWER西新宿　28樓105公尺
- CONCIERIA西新宿 TOWER'S WEST　44樓159.8公尺
- 住友不動産西新宿大廈5號館（Platine新宿新都心）27樓　97公尺
- Mode學園蟲繭大廈　50樓203.65公尺
- 住友不動産西新宿大廈（Platine西新宿）33樓139公尺
- CENTRAL PARK TOWER La Tour新宿　44樓167.81公尺
- 新宿FRONT大廈　35樓166.5公尺
- 住友不動産新宿GRAND大廈　40樓195.2公尺

※樓層與高度可能因測量基準不同而有差異。

## 圖片

### 高層大樓群的遠景、全體

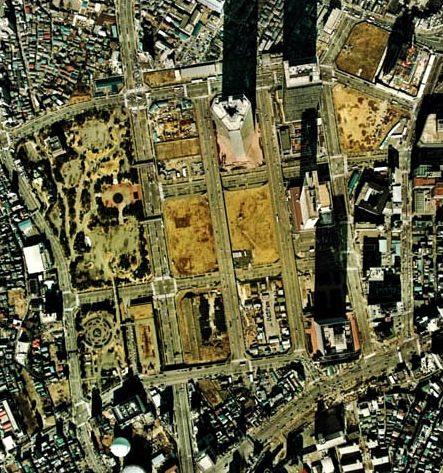
計畫初期的新宿副都心空照圖。當時仍有許多空地。（1974年）
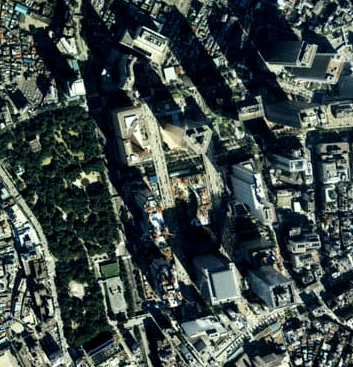
1989年的新宿副都心。拍攝地點與上張圖片相同。大樓陸續建設。
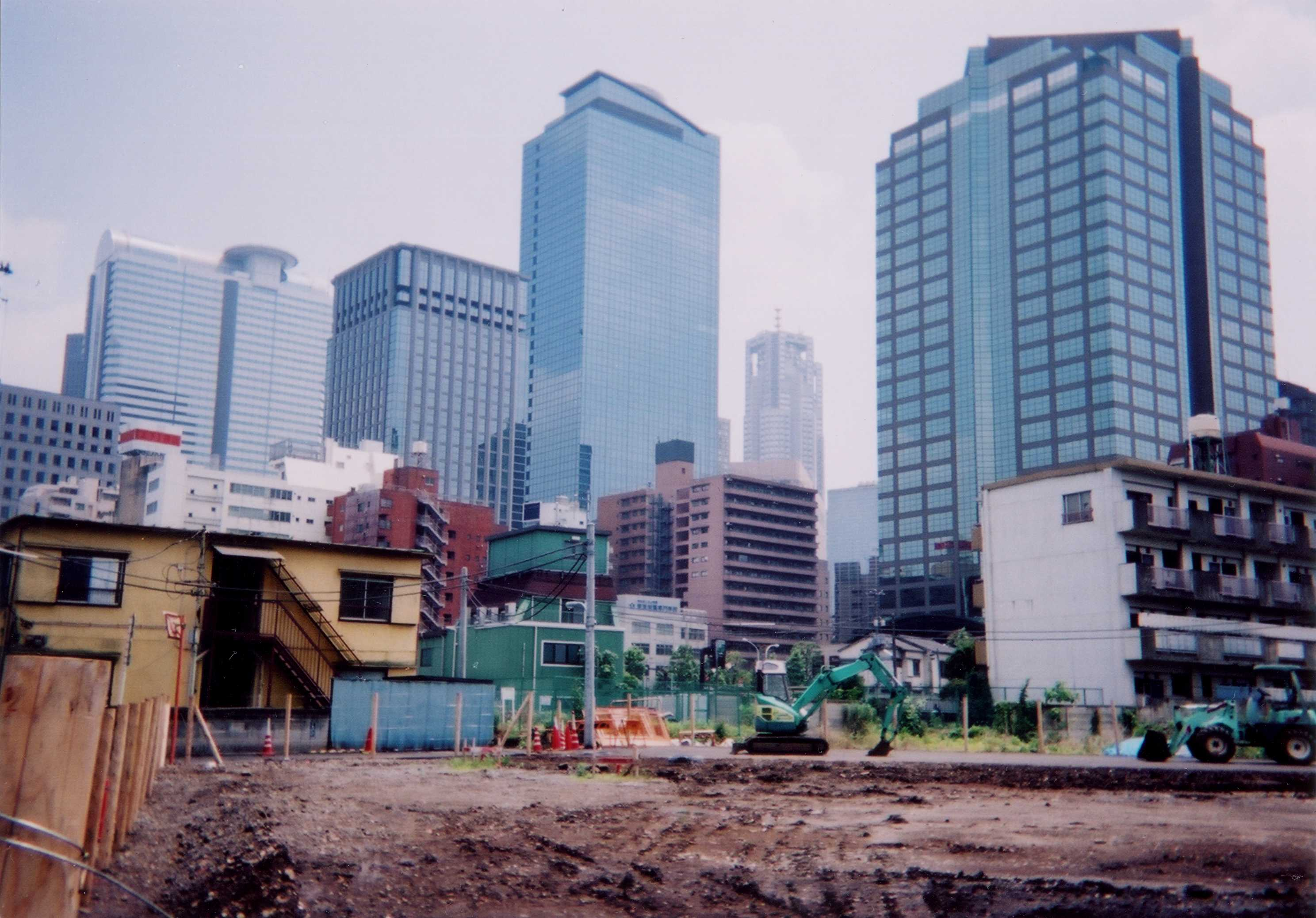
進行再開發的北新宿地區（2005年）。
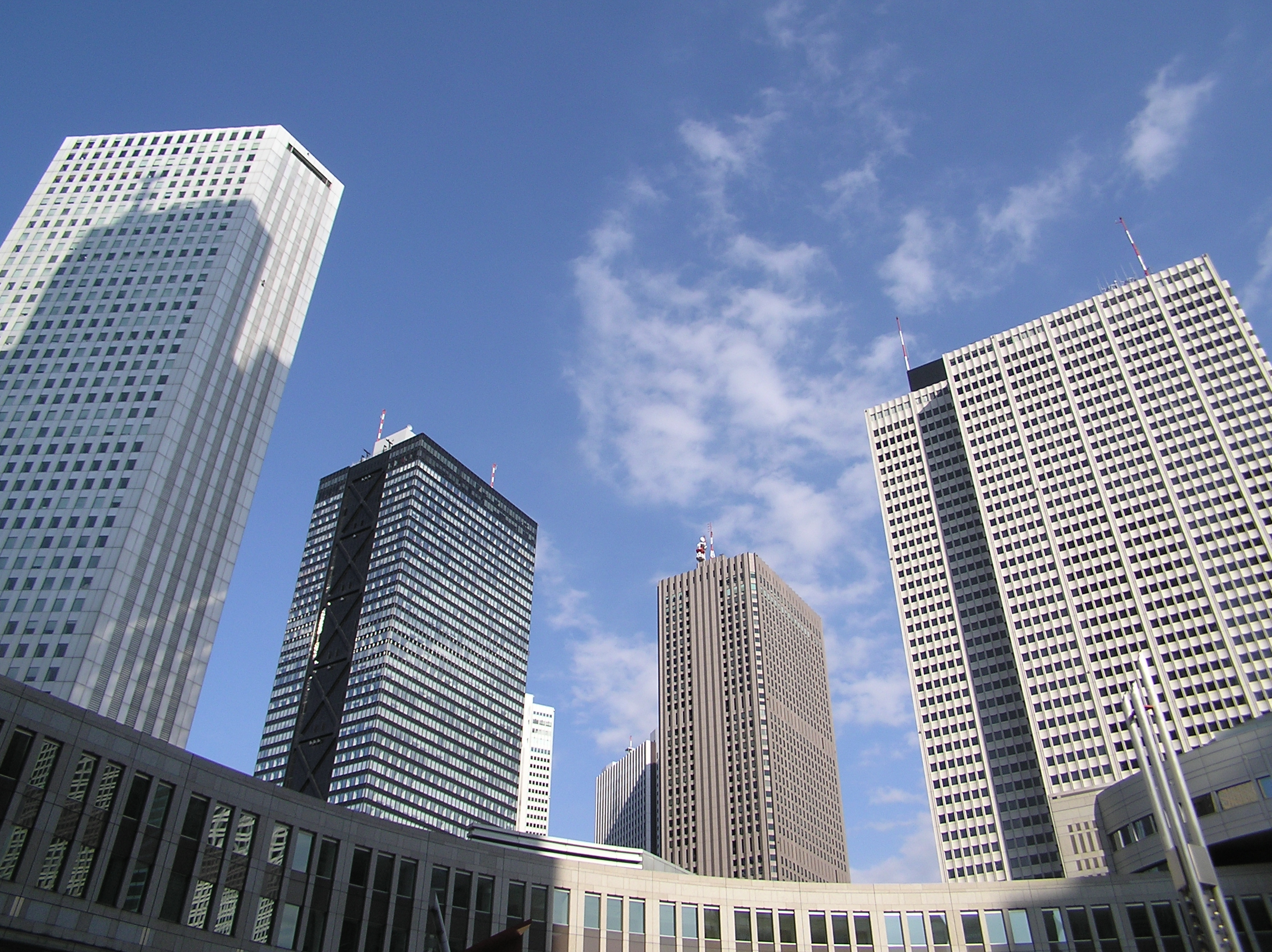
東京都廳舍旁所見的西新宿高層大廈群。左起為新宿住友大廈、新宿三井大廈、新宿野村大廈（部分）、日本損保總部大廈（部分）、新宿中心大廈、京王廣場酒店。前方低層建築是東京都議會議事堂。
文京區役所所見的高層大廈群。
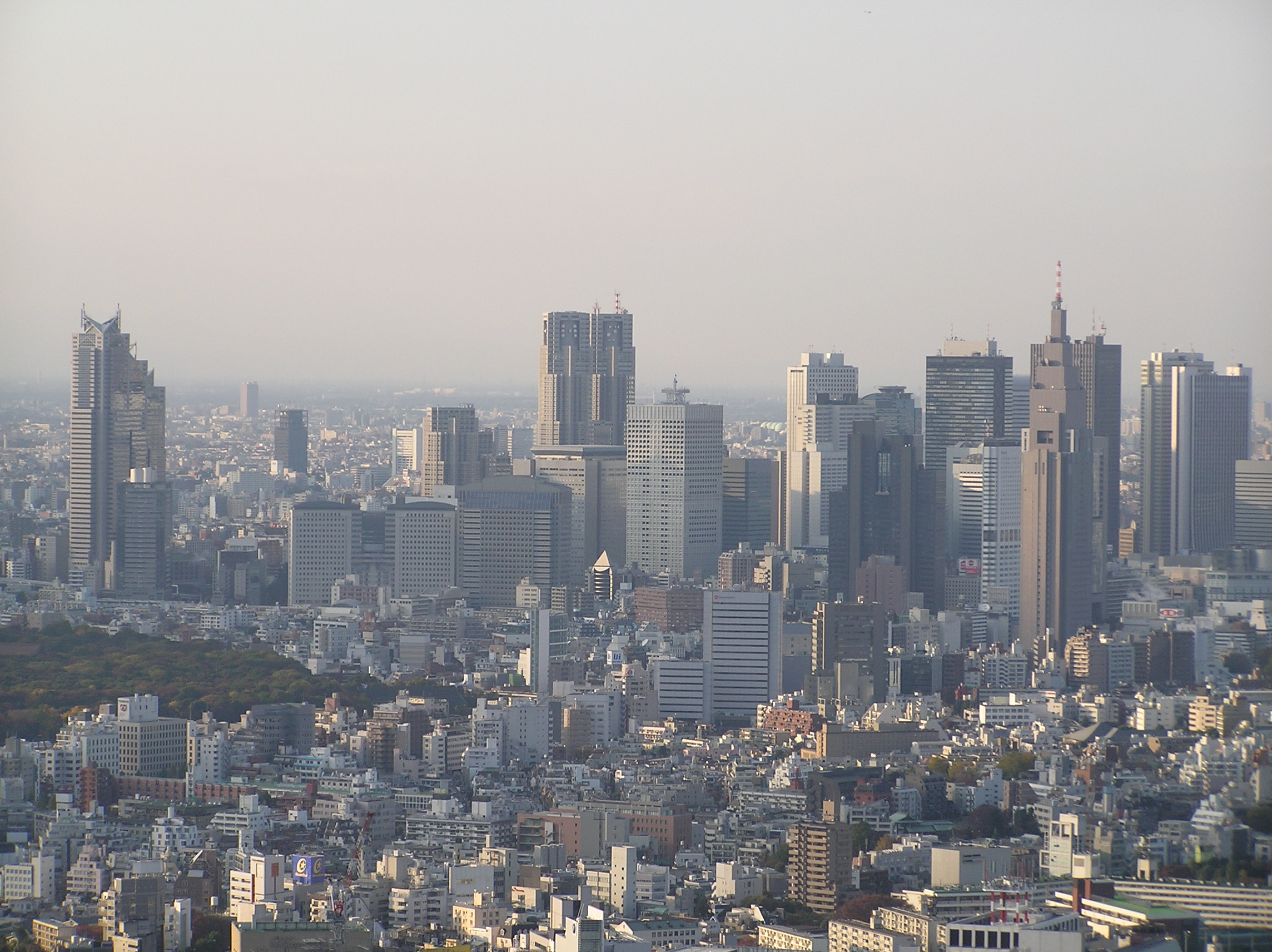
六本木之丘所見的高層大廈群。
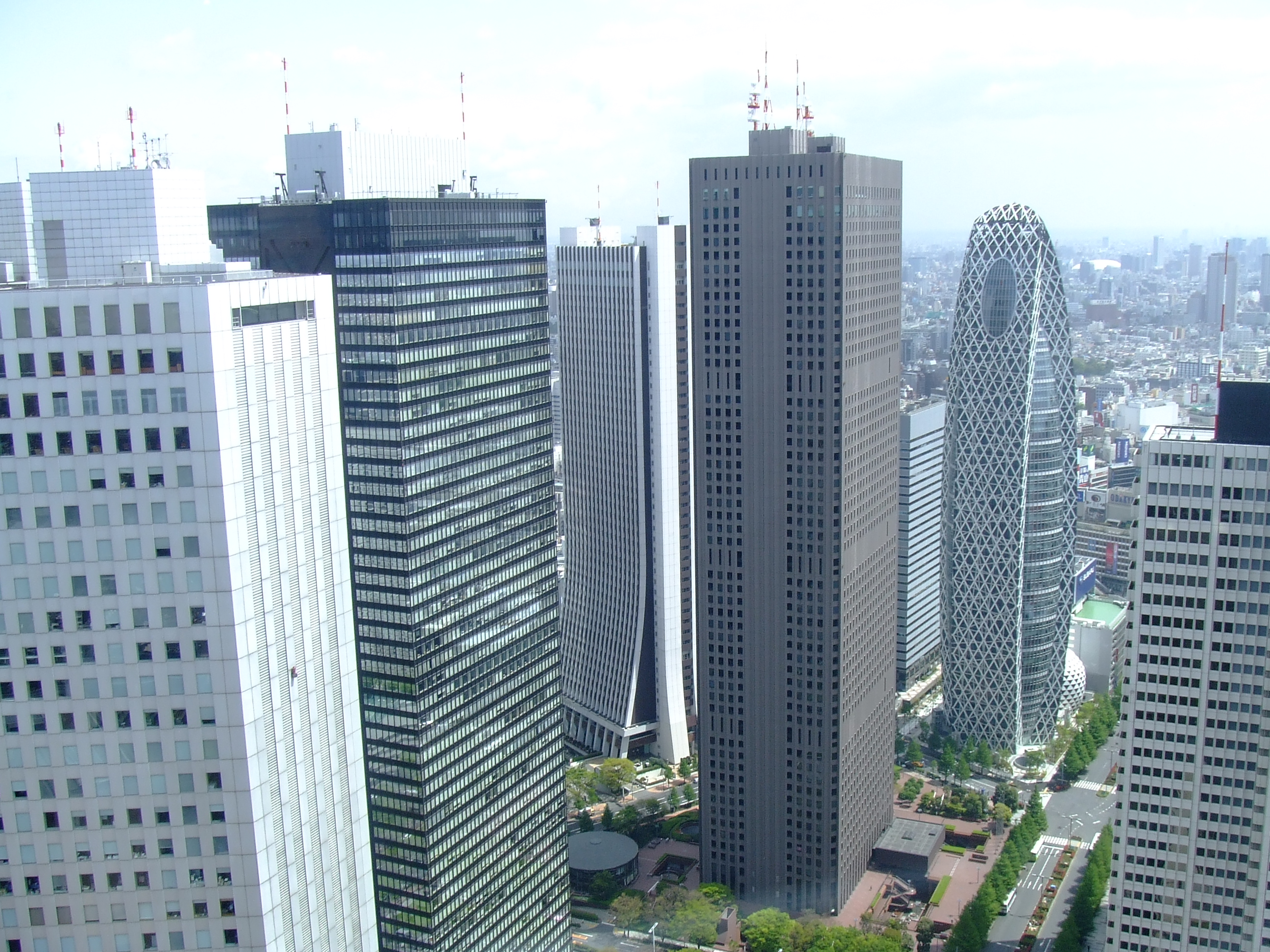
東京都廳所見的西新宿超高層大廈群。

### 各高層大樓

#### 1970年代建設的超高層大樓

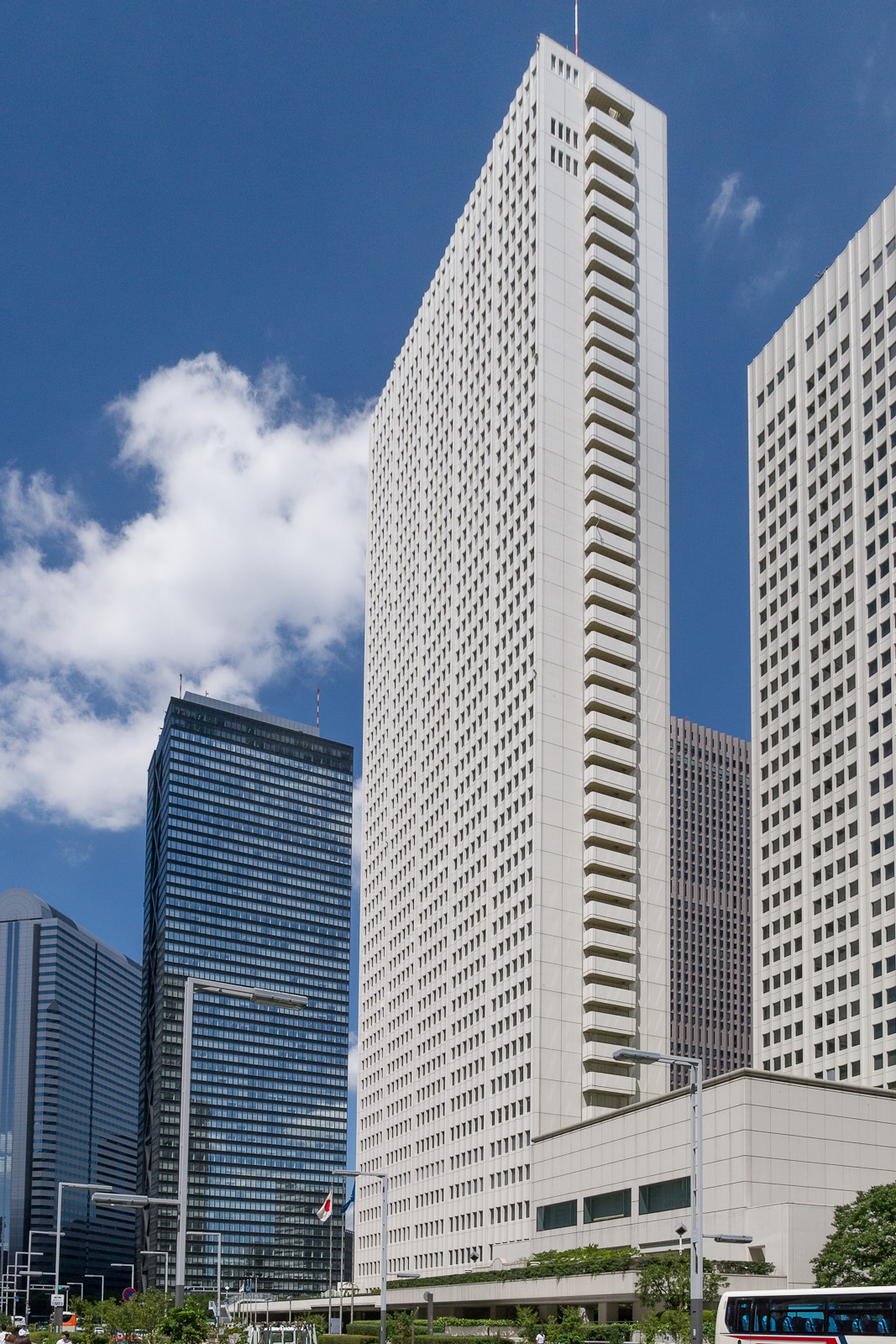
京王廣場酒店（1971年）
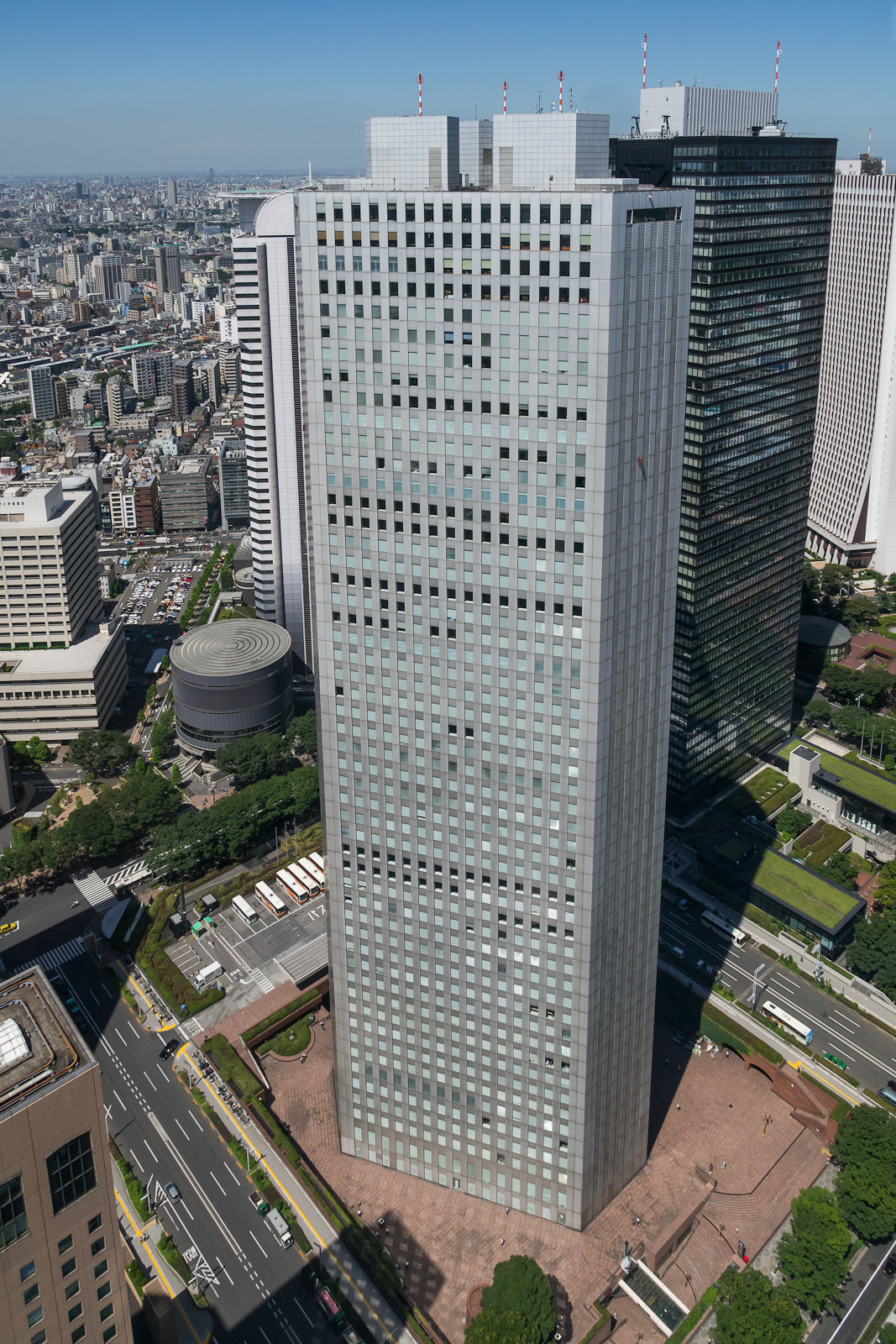
新宿住友大廈（1974年）
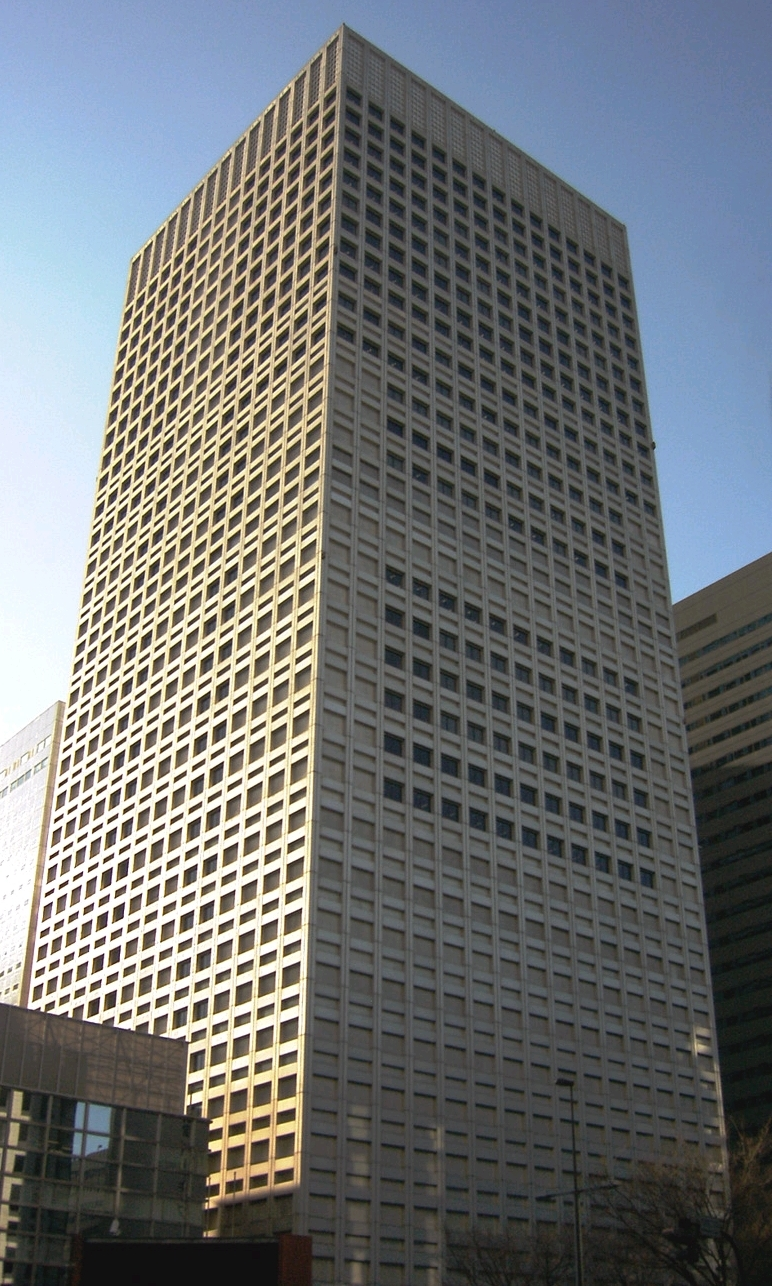
KDDI大廈（1974年）
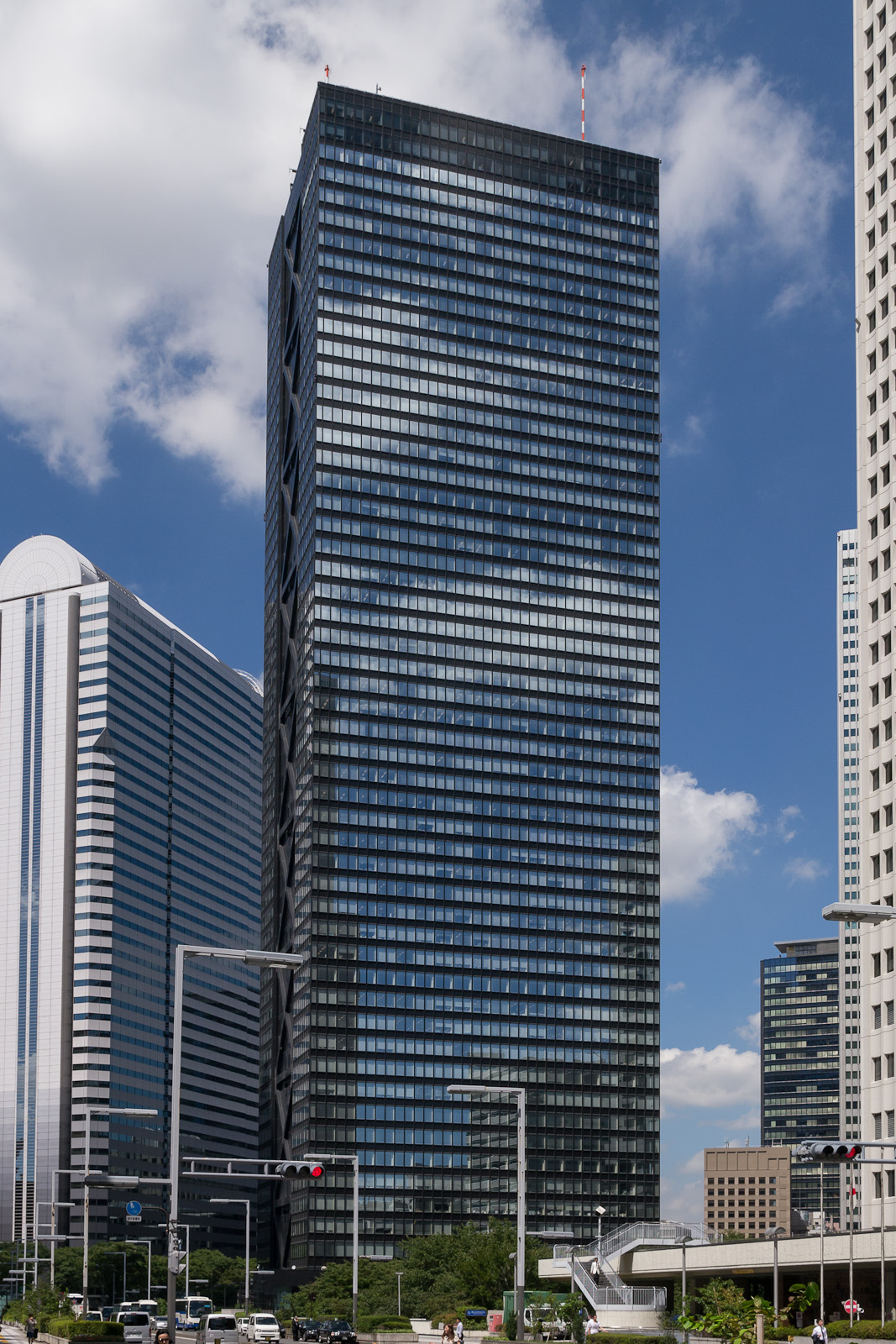
新宿三井大廈（1974年）
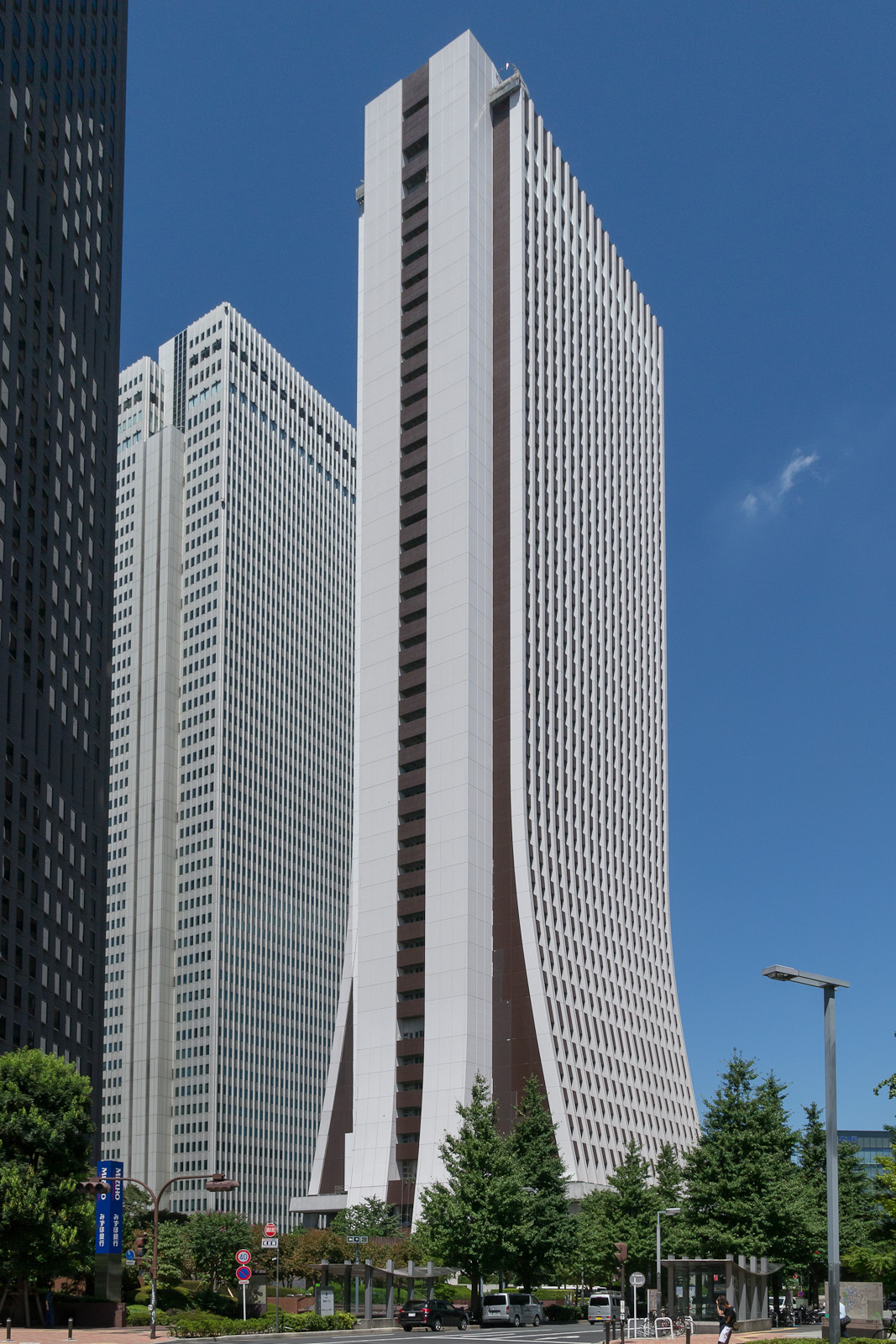
日本損保總部大廈（1976年）
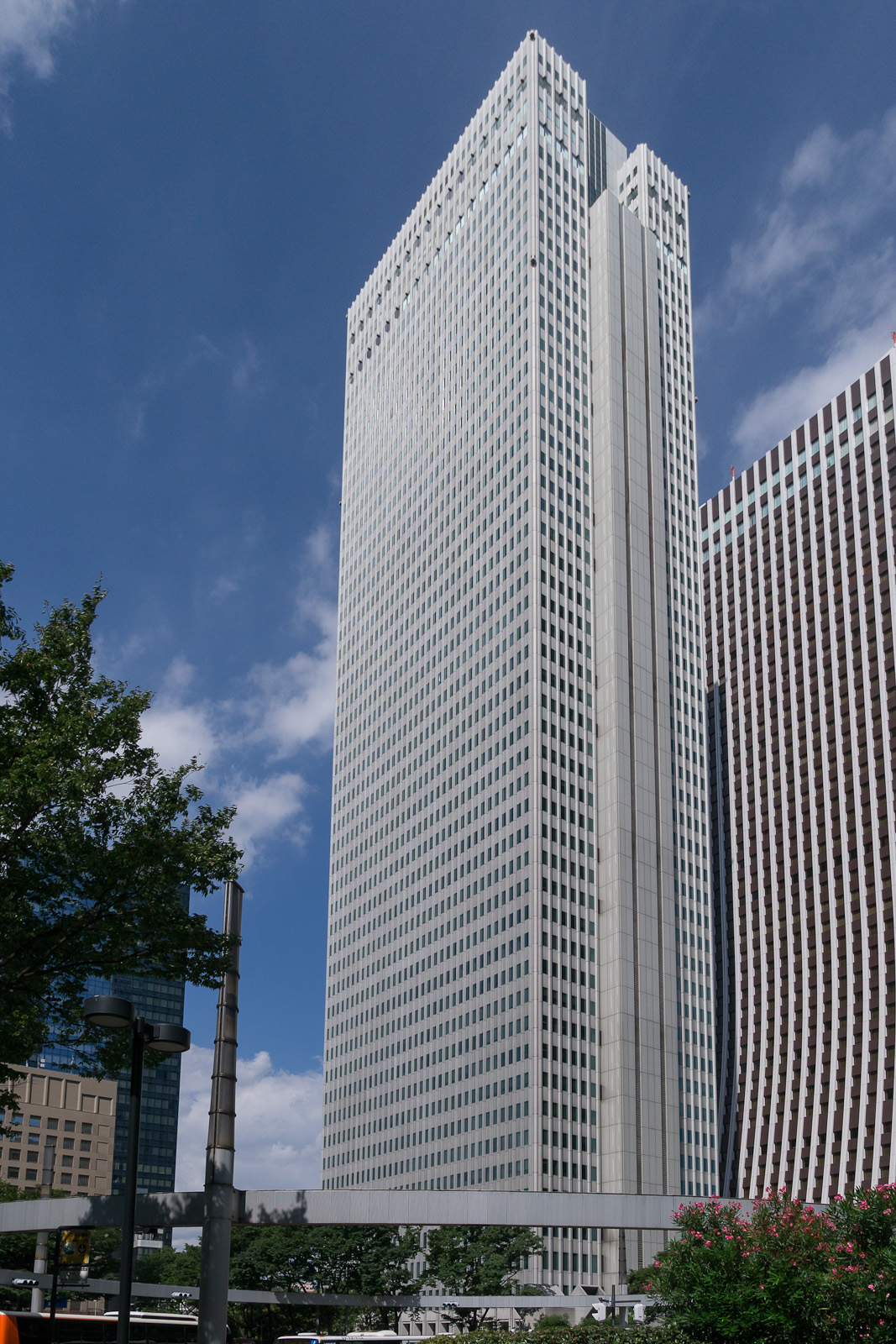
新宿野村大廈（1978年）
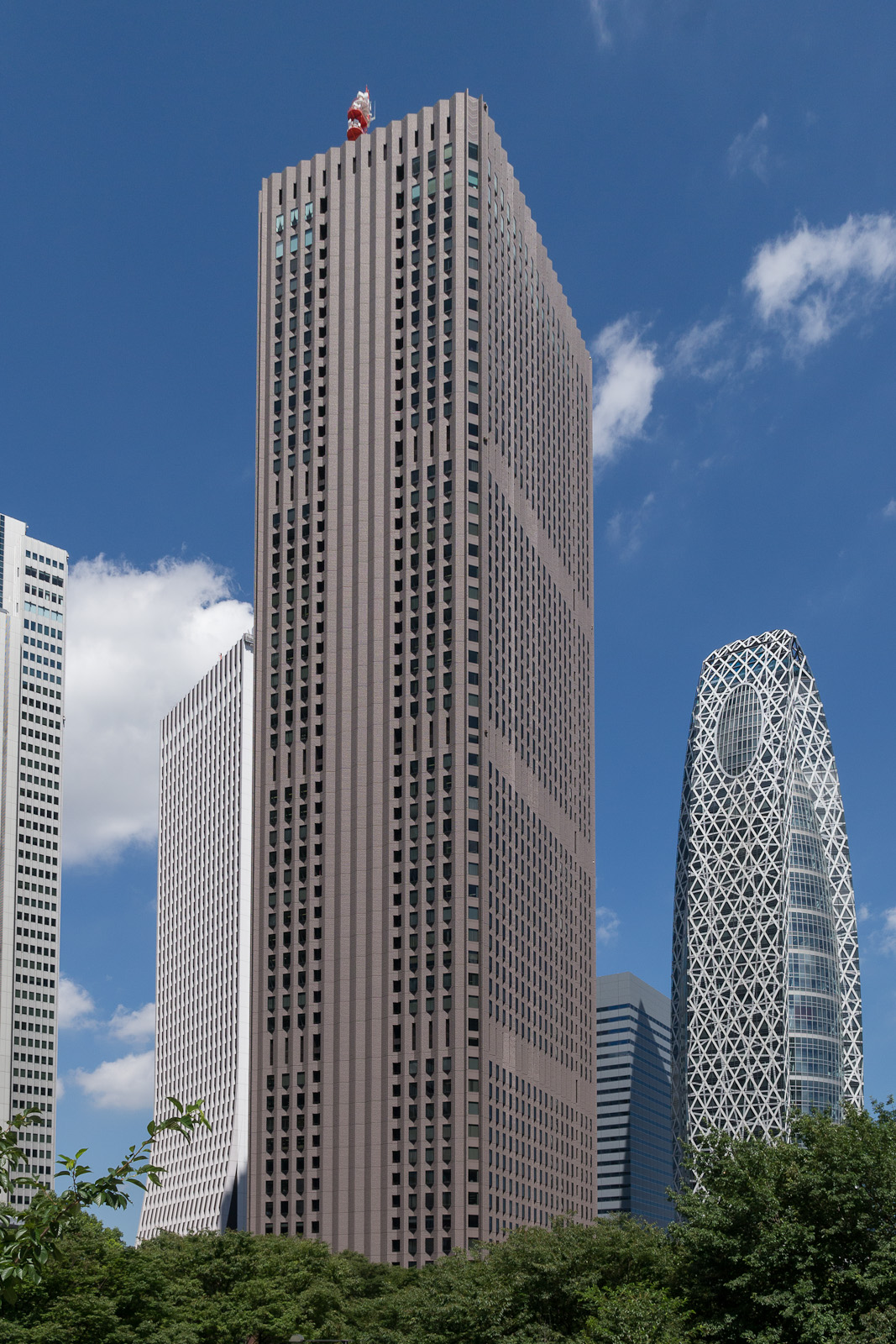
新宿中心大廈（1979年）

#### 1980年代建設的超高層大樓

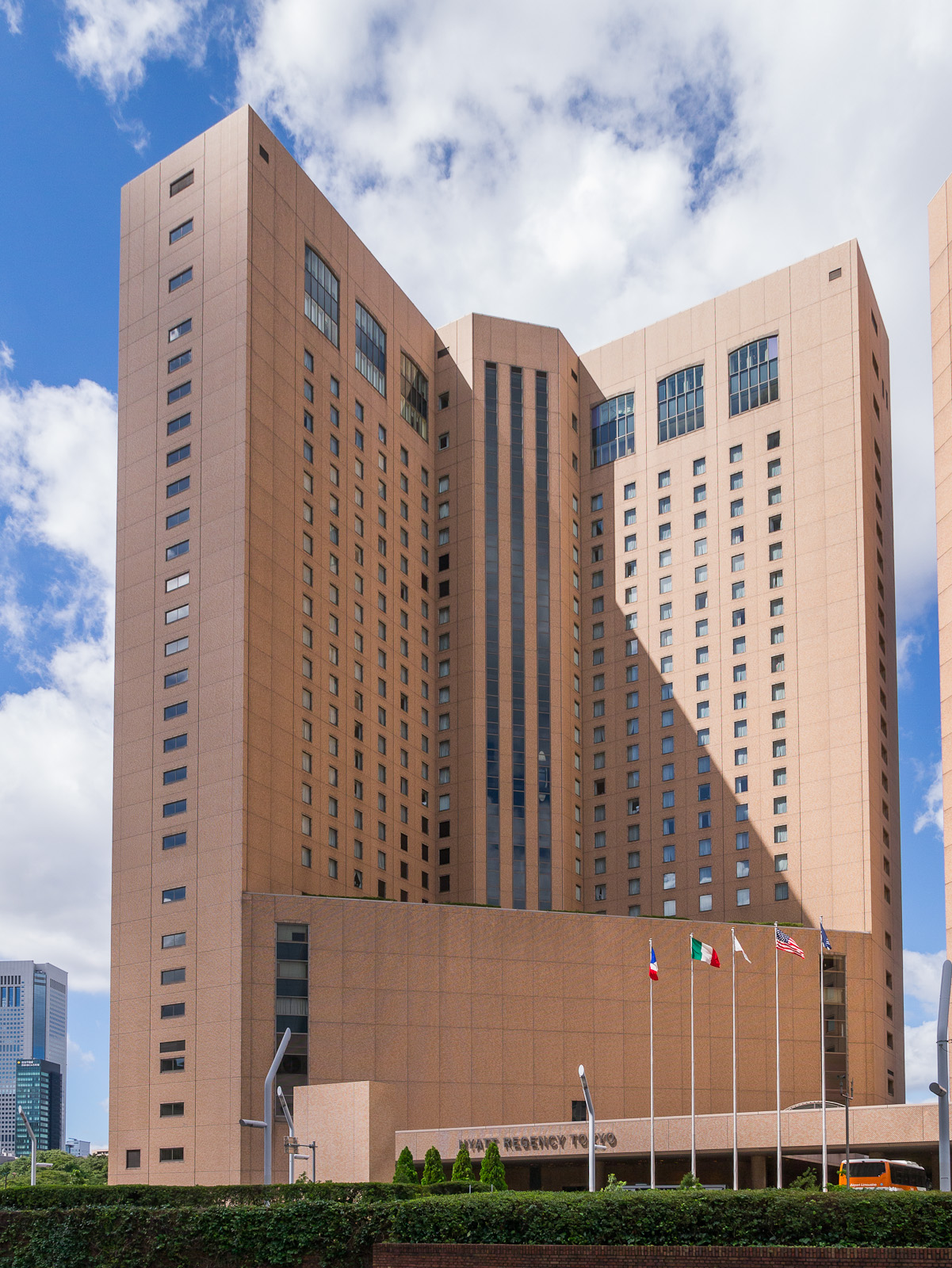
東京凱悅酒店（1980年）
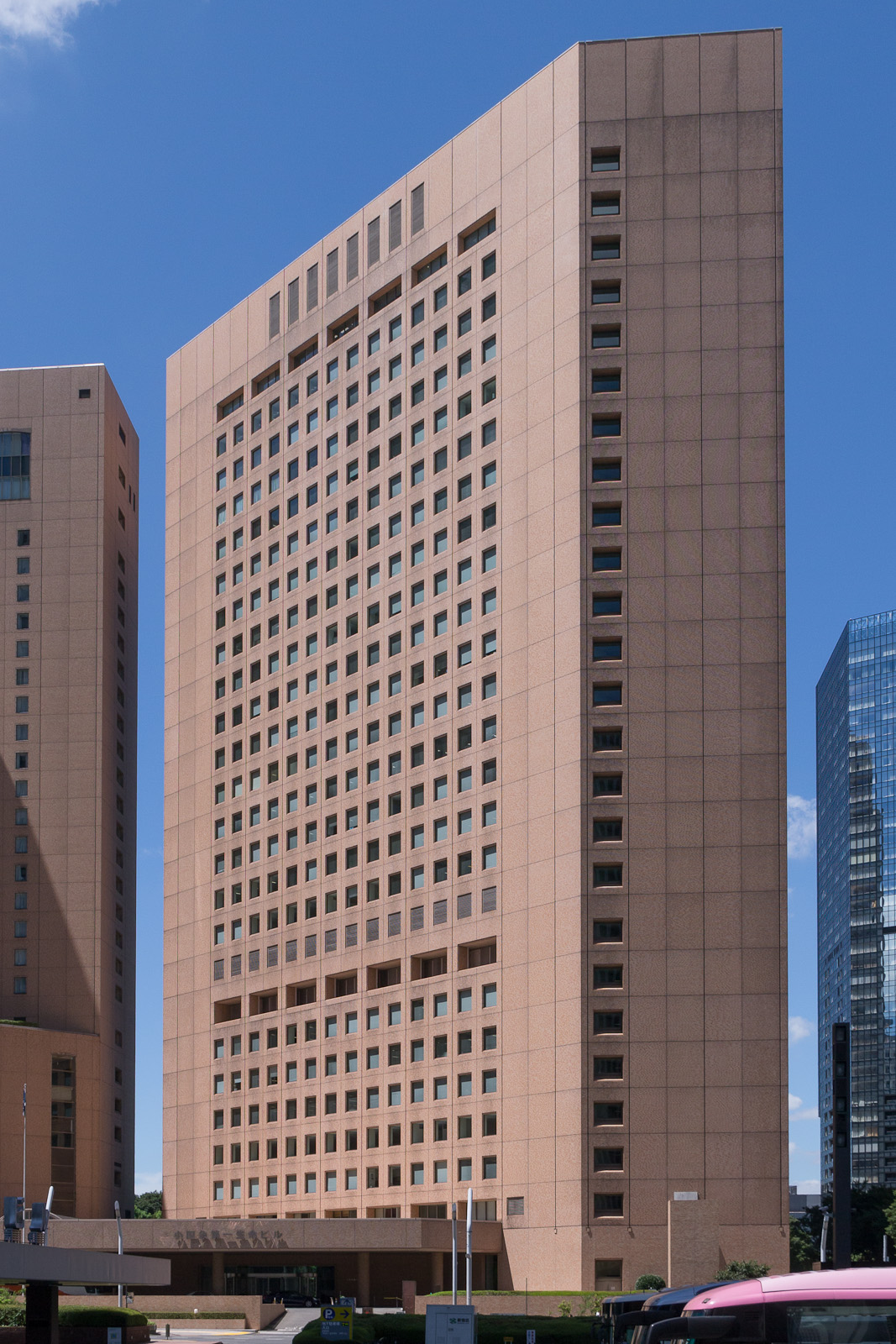
小田急第一生命大廈（1980年）
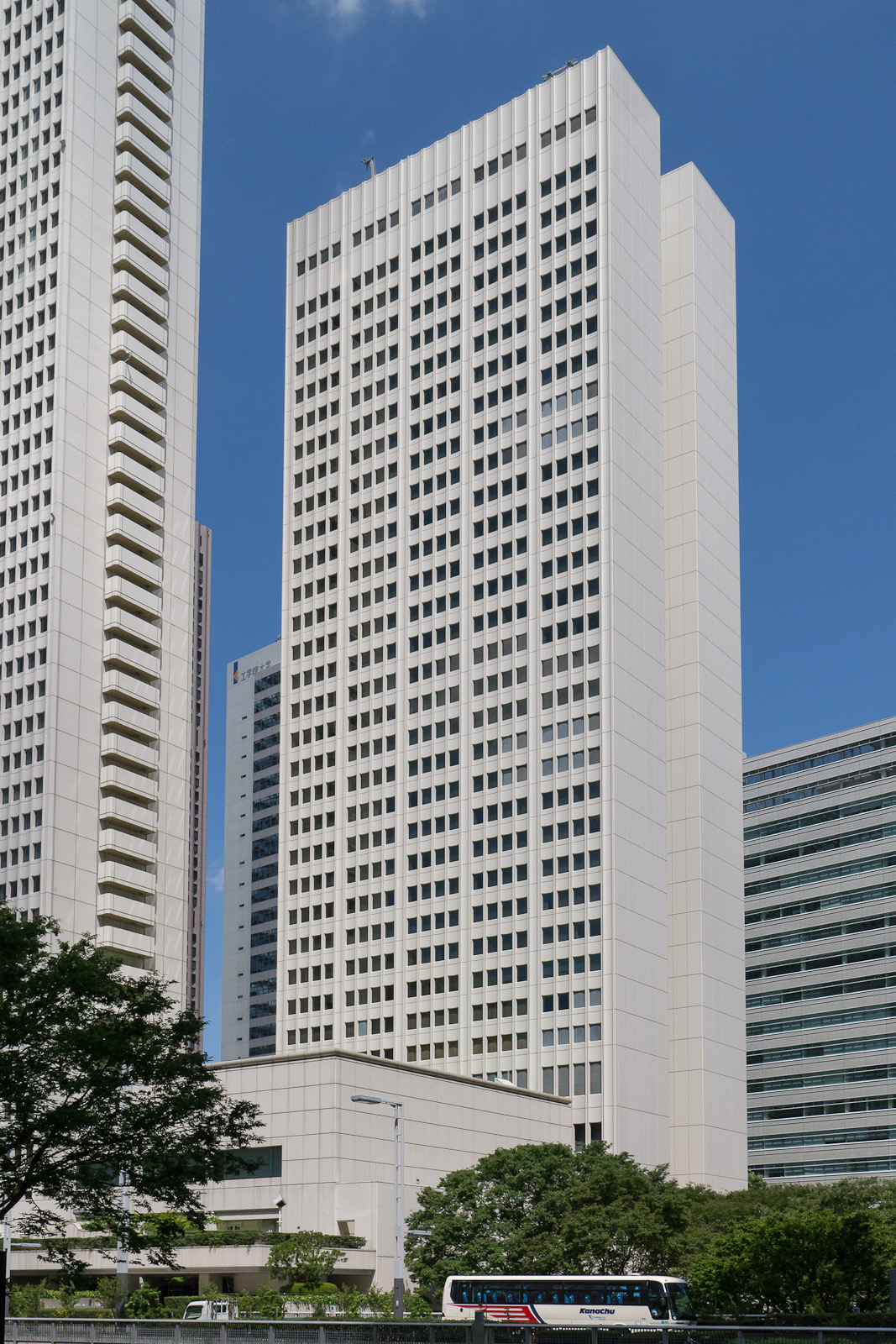
京王廣場酒店南館（1980年）
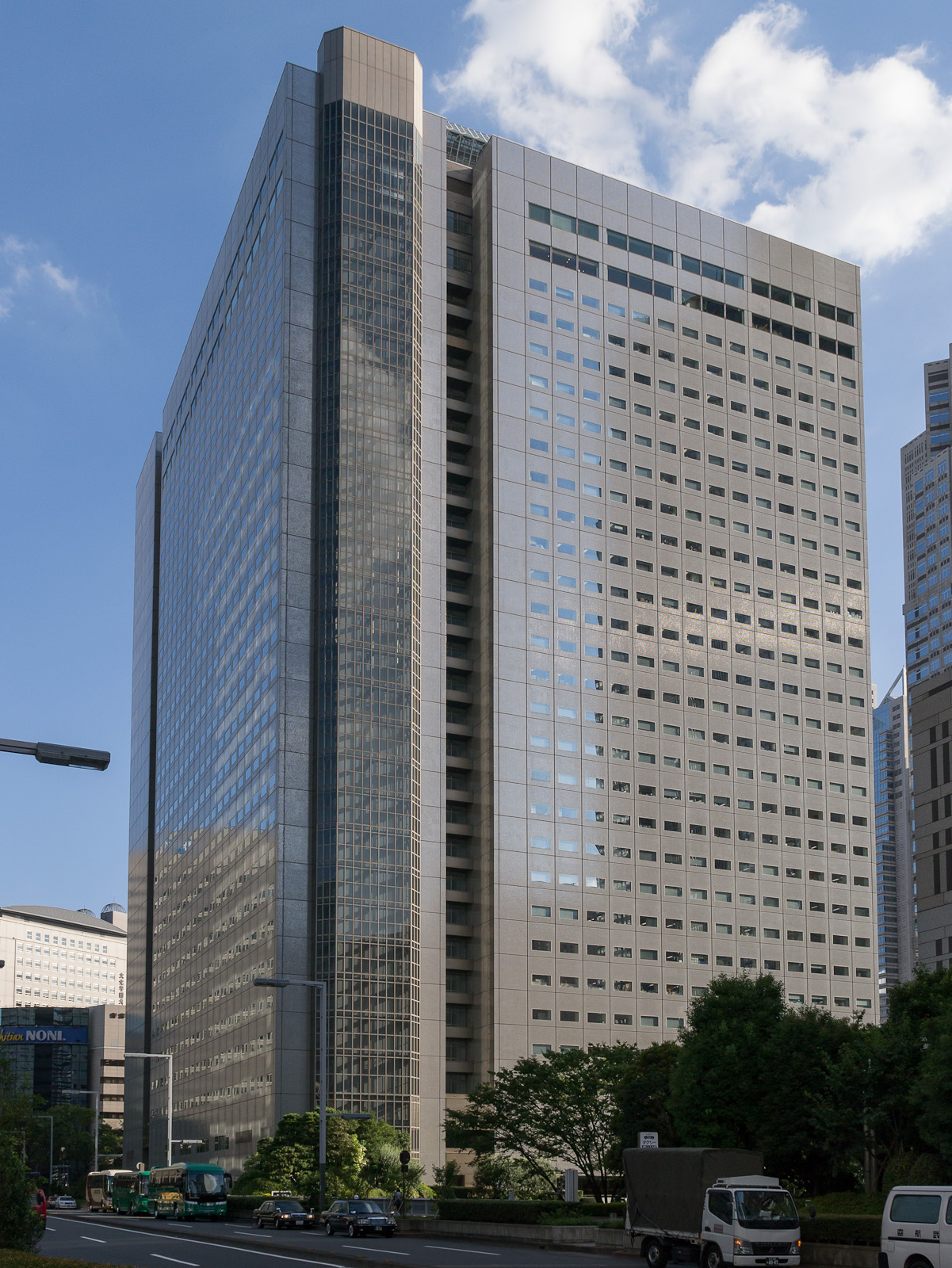
新宿NS大廈（1982年）
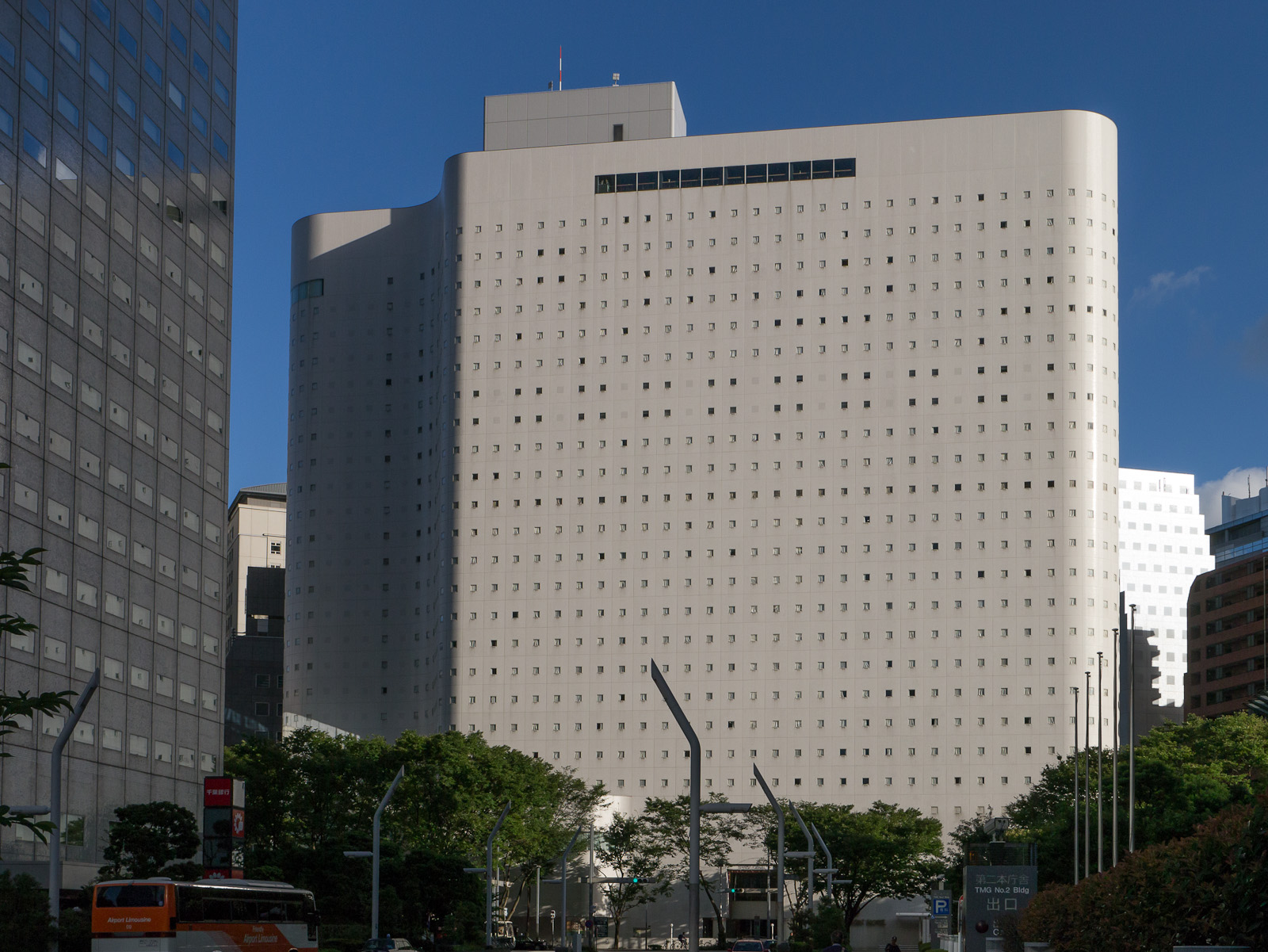
新宿華盛頓酒店（1983年）
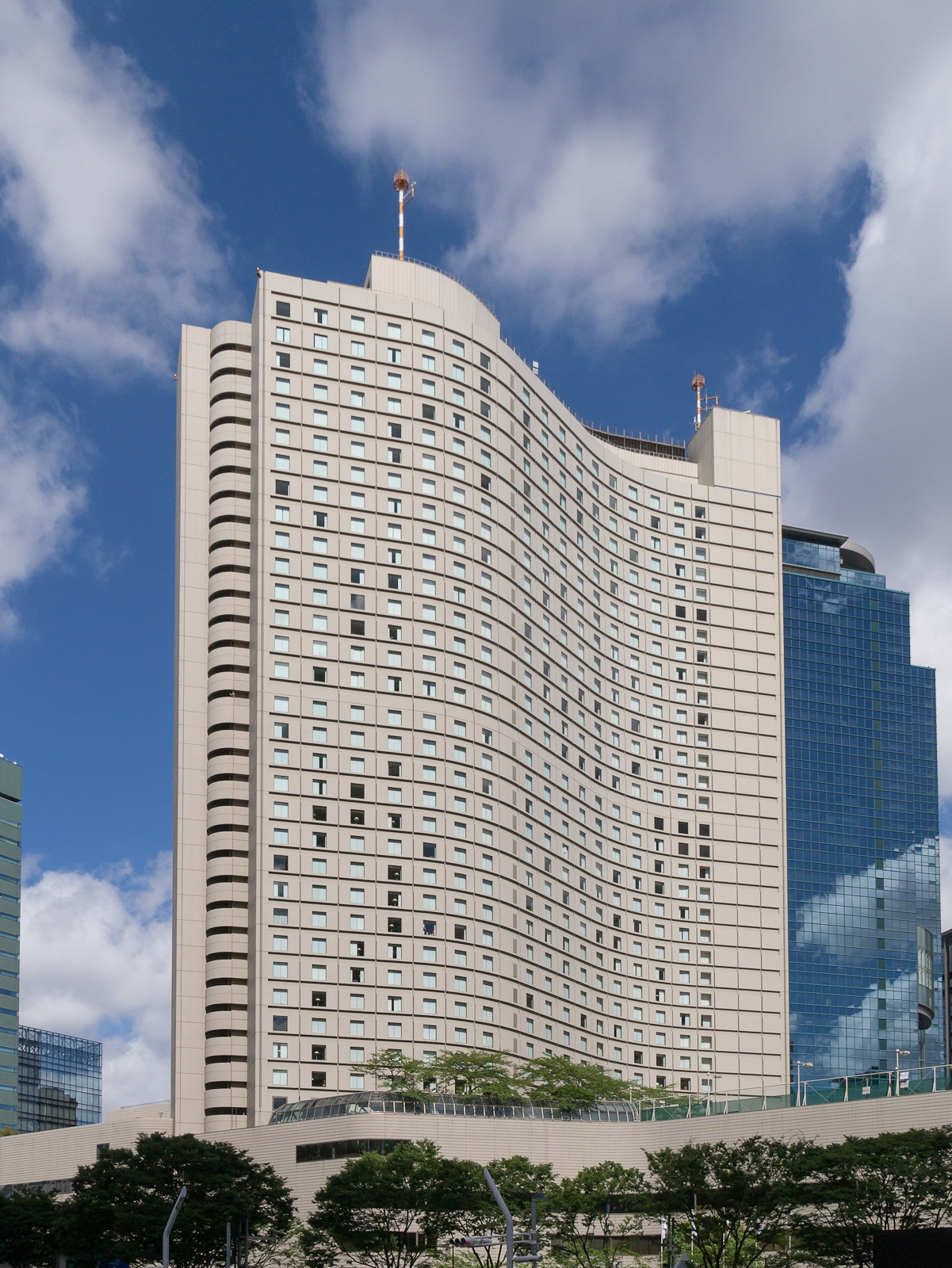
東京希爾頓酒店（新宿國際大廈）（1985年）
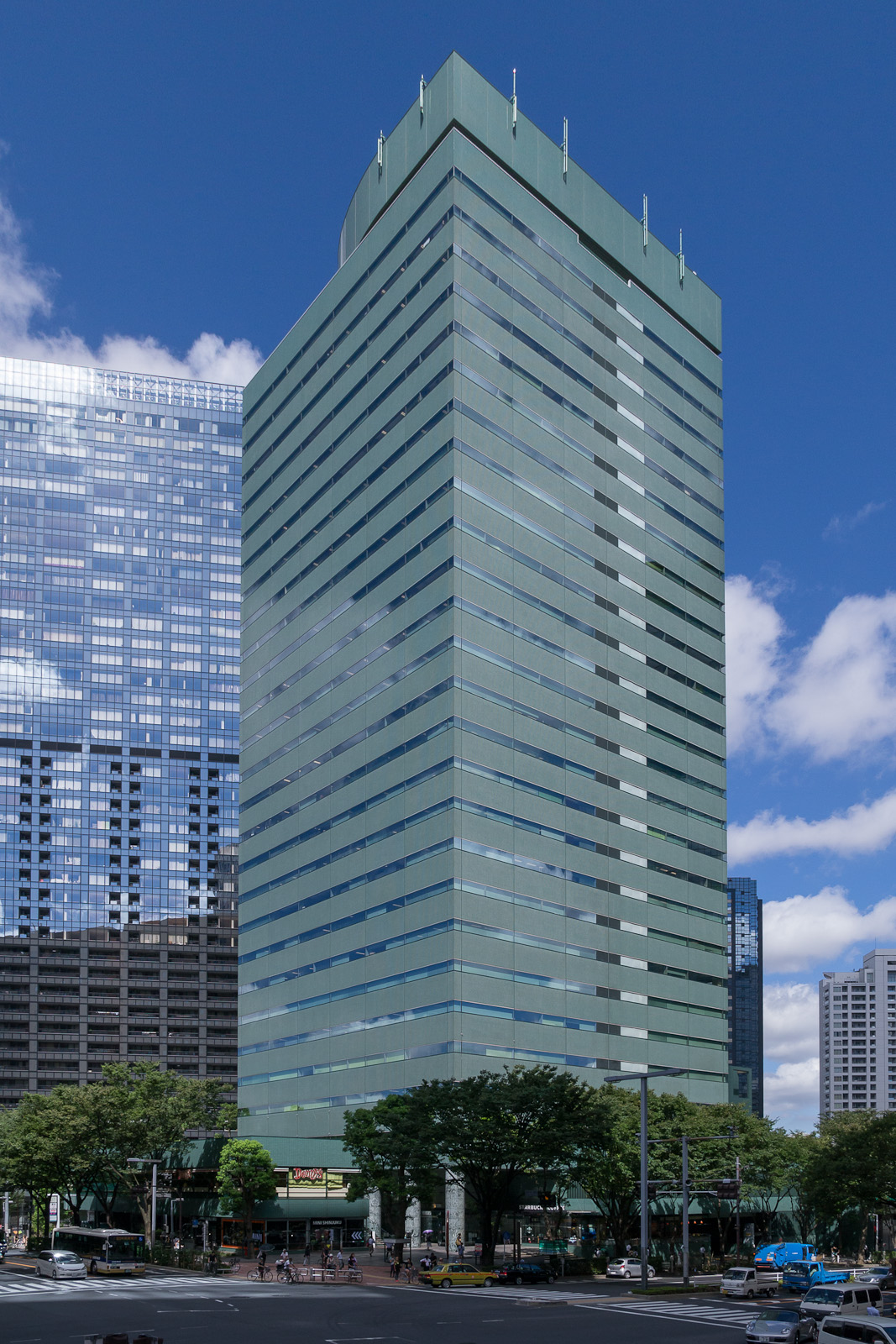
新宿綠塔（1986年）
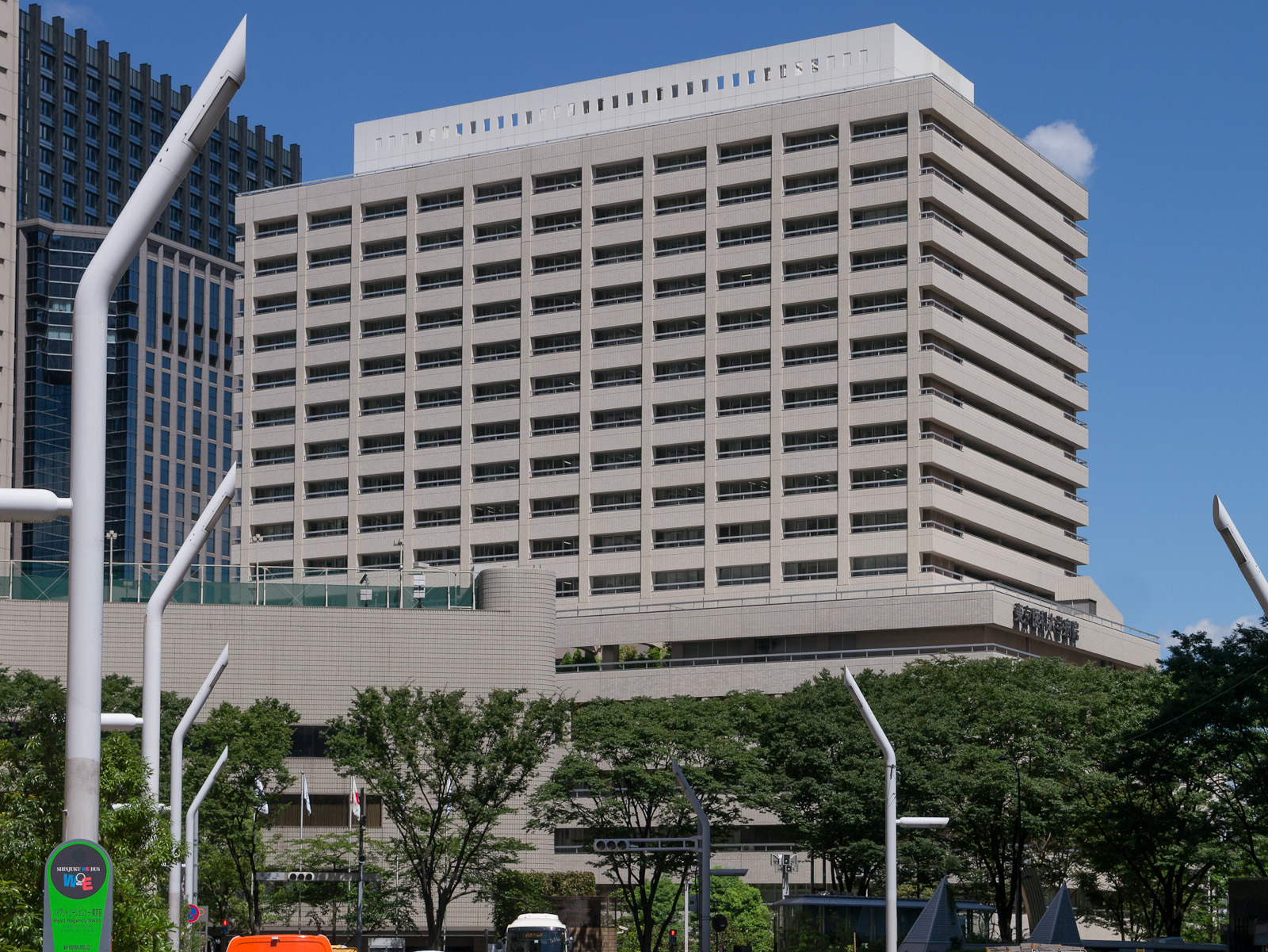
東京醫科大學醫院（1986年）
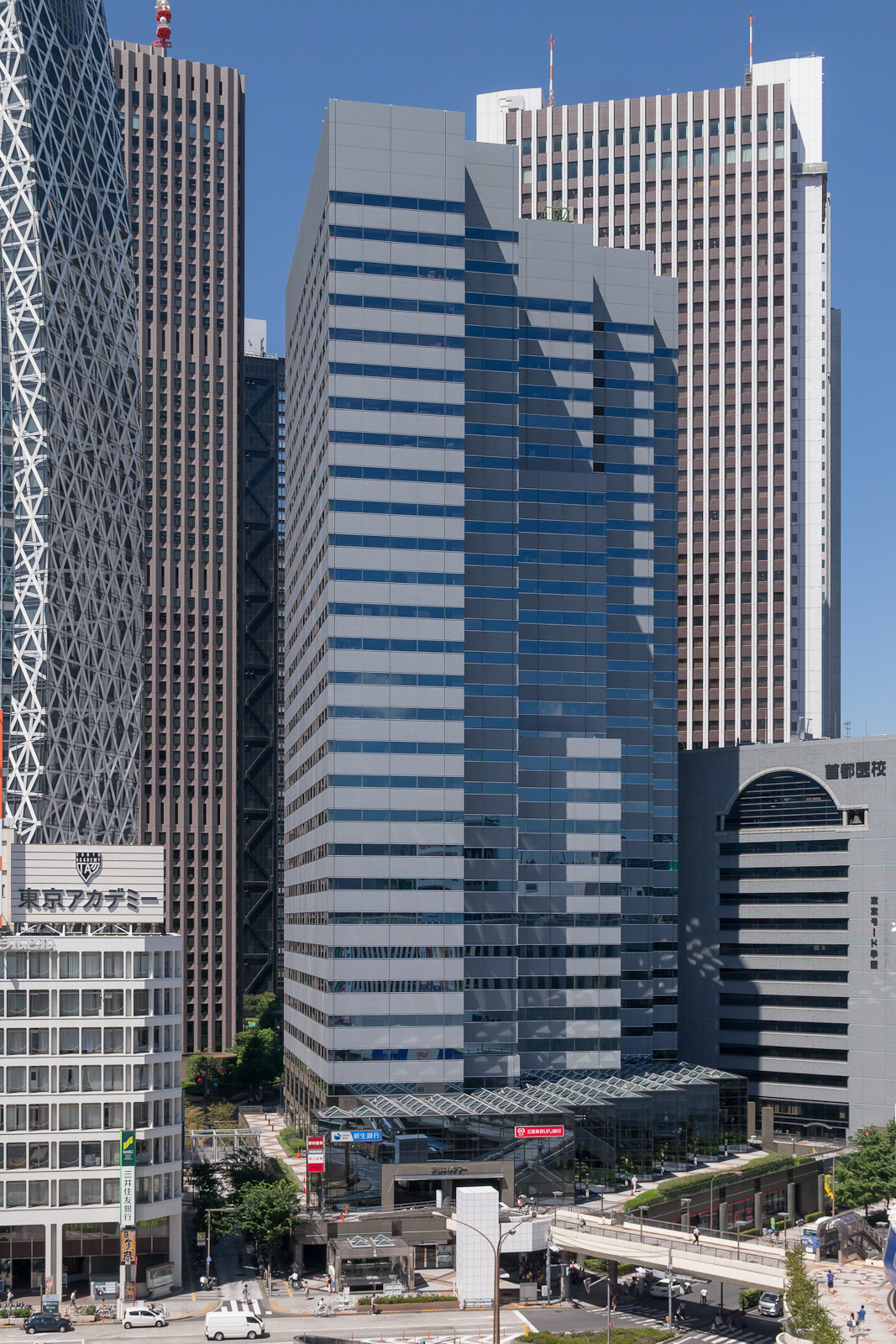
新宿L大廈（1989年）

#### 1990年代建設的超高層大樓

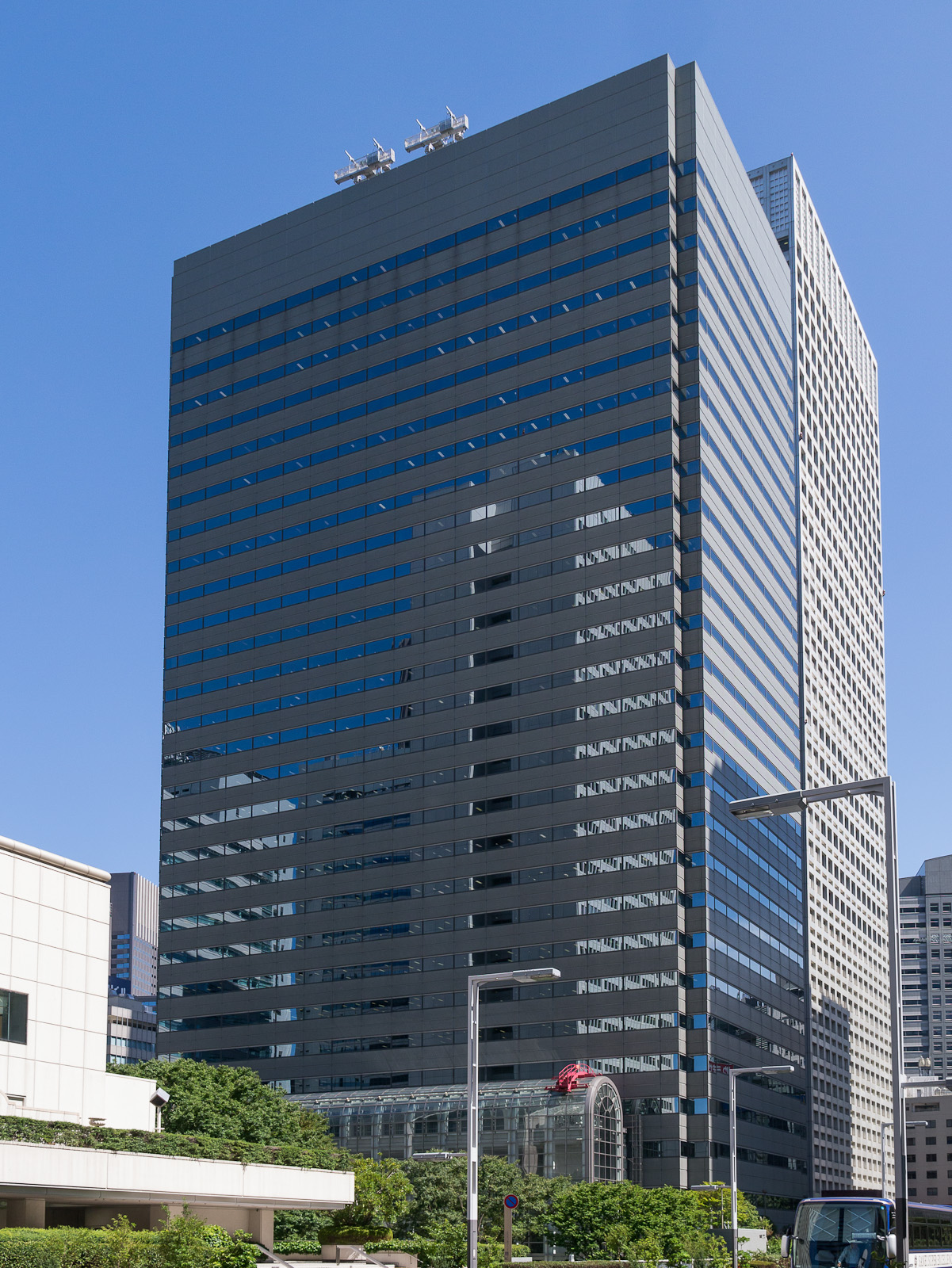
新宿Monolith大廈（1990年）
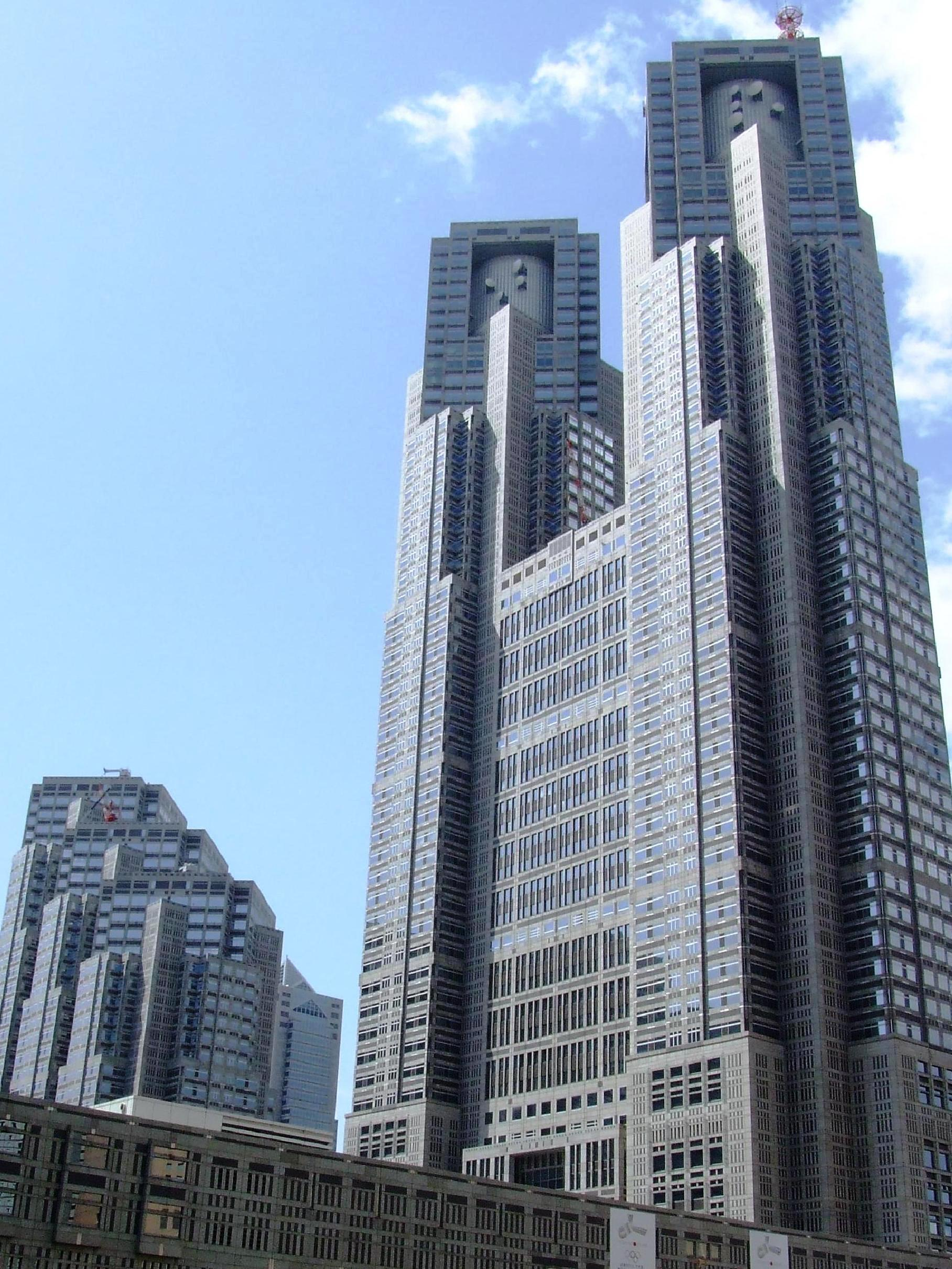
東京都廳舍（1990年）
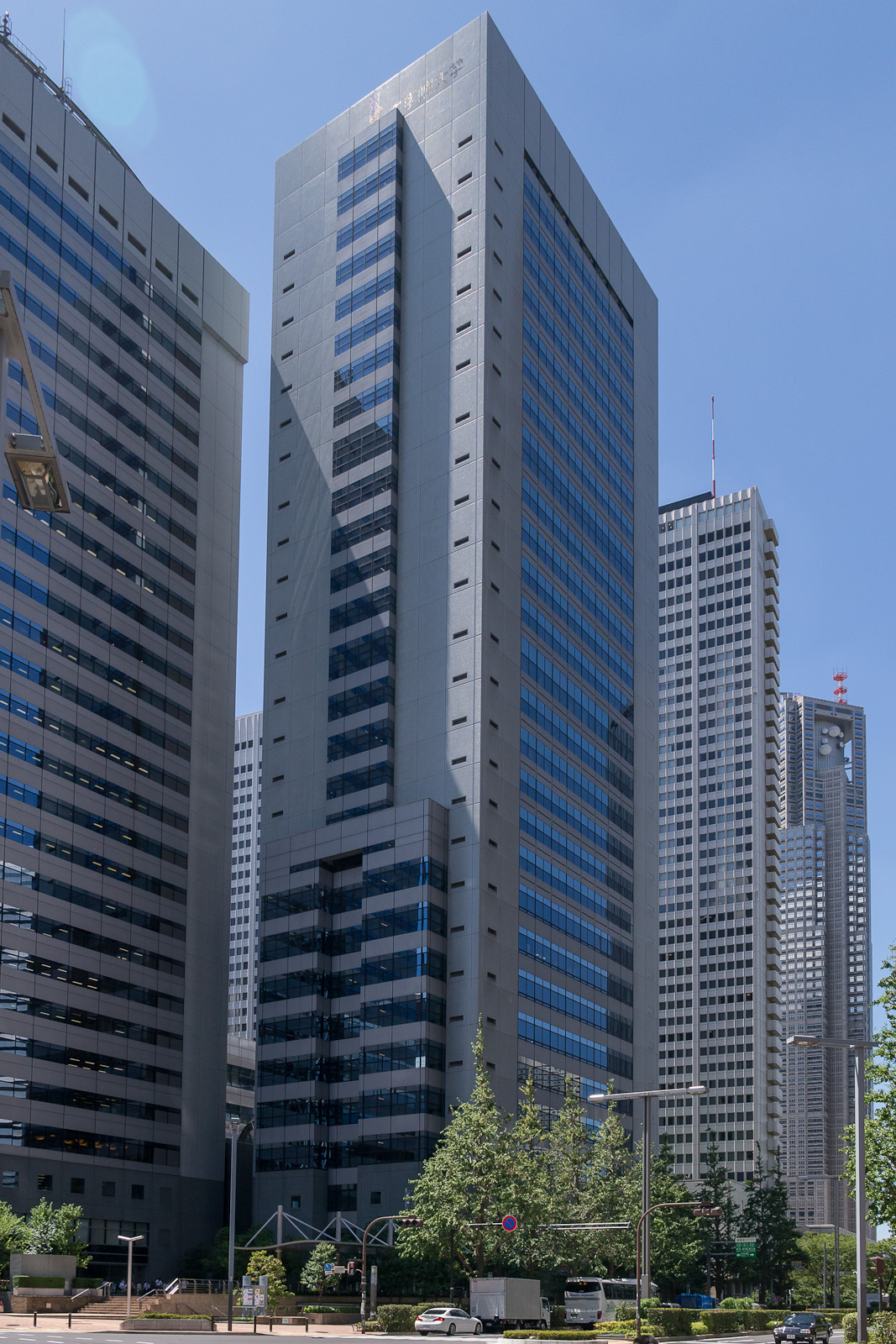
工學院大學（1992年）
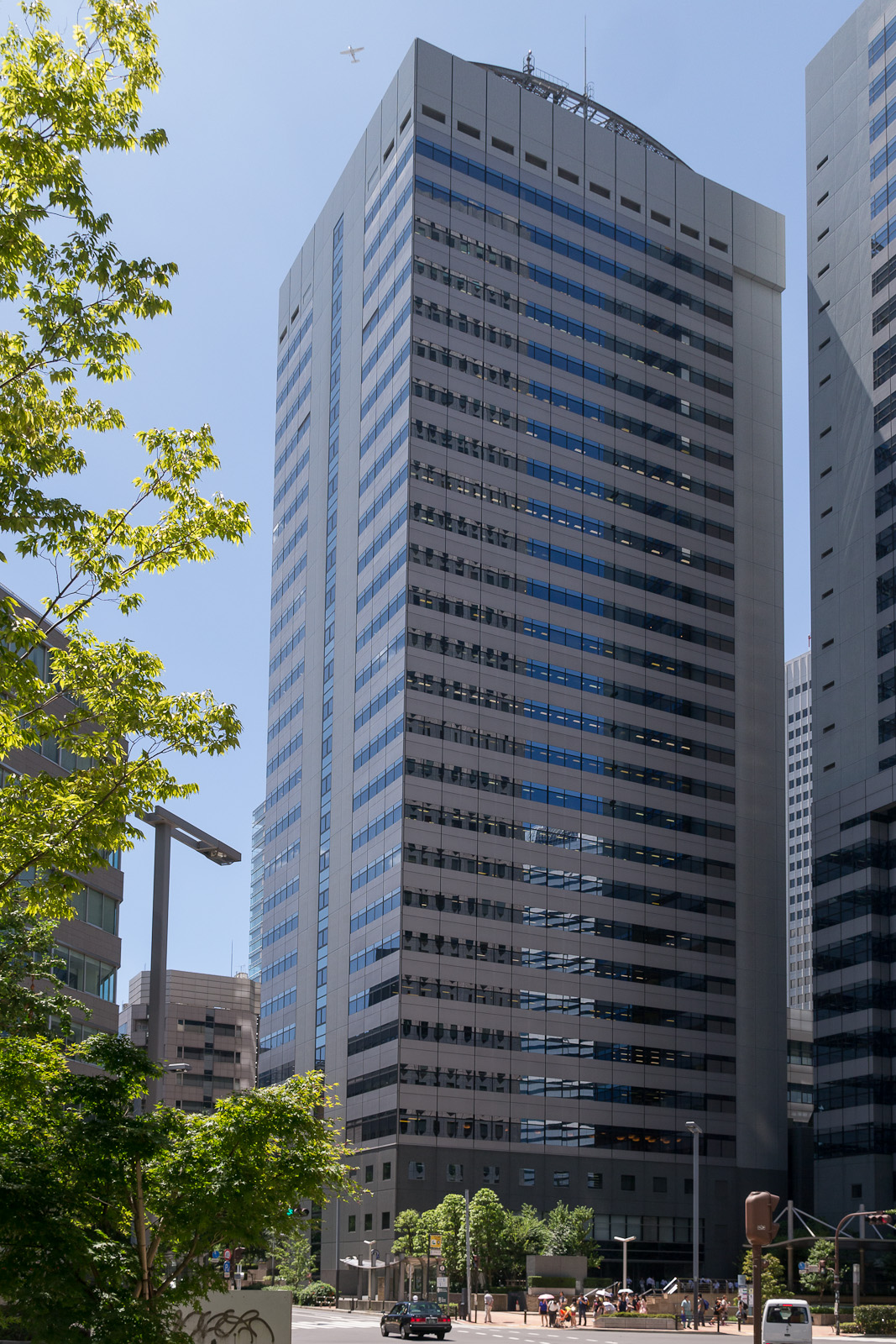
S-tec情報大廈（1992年）
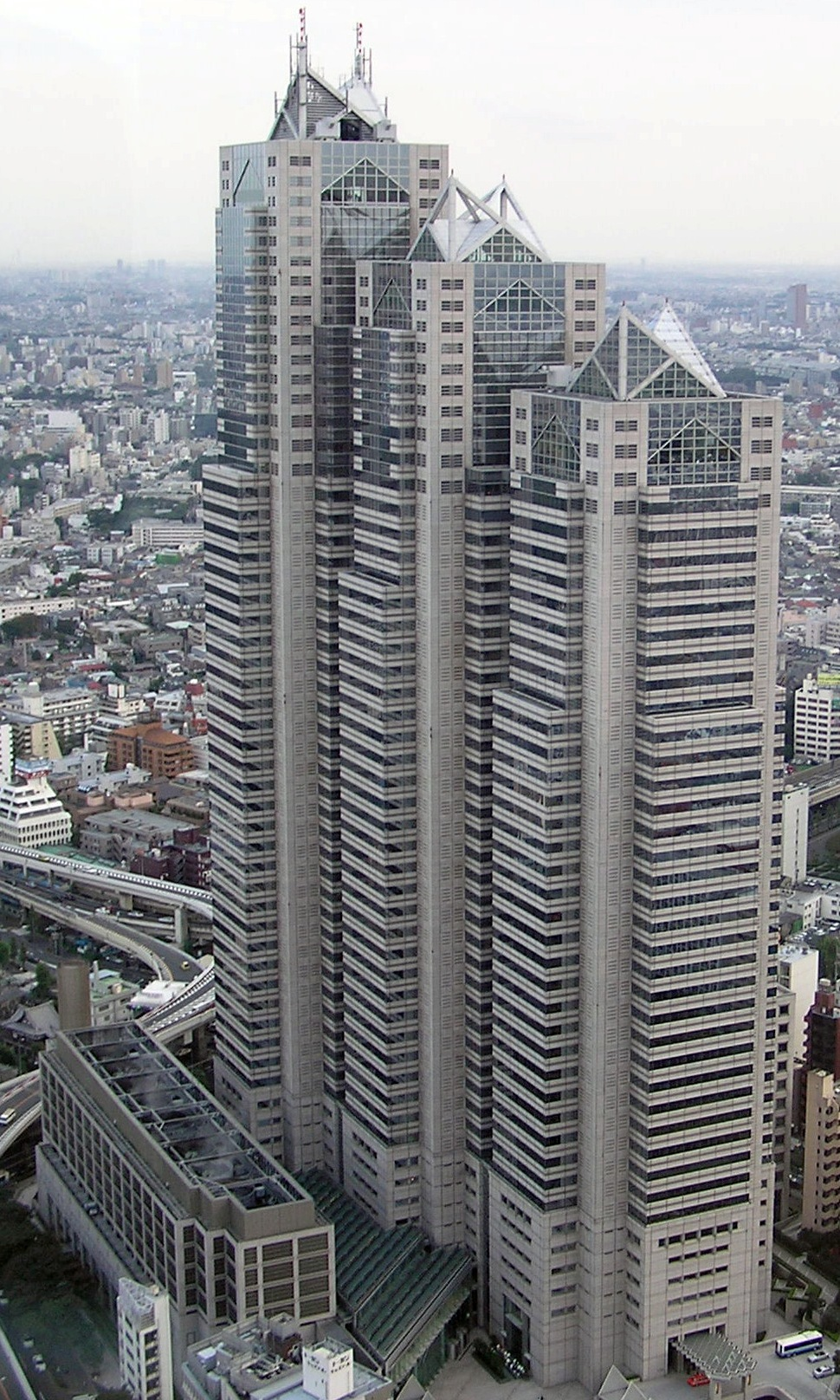
新宿公園塔（1994年）
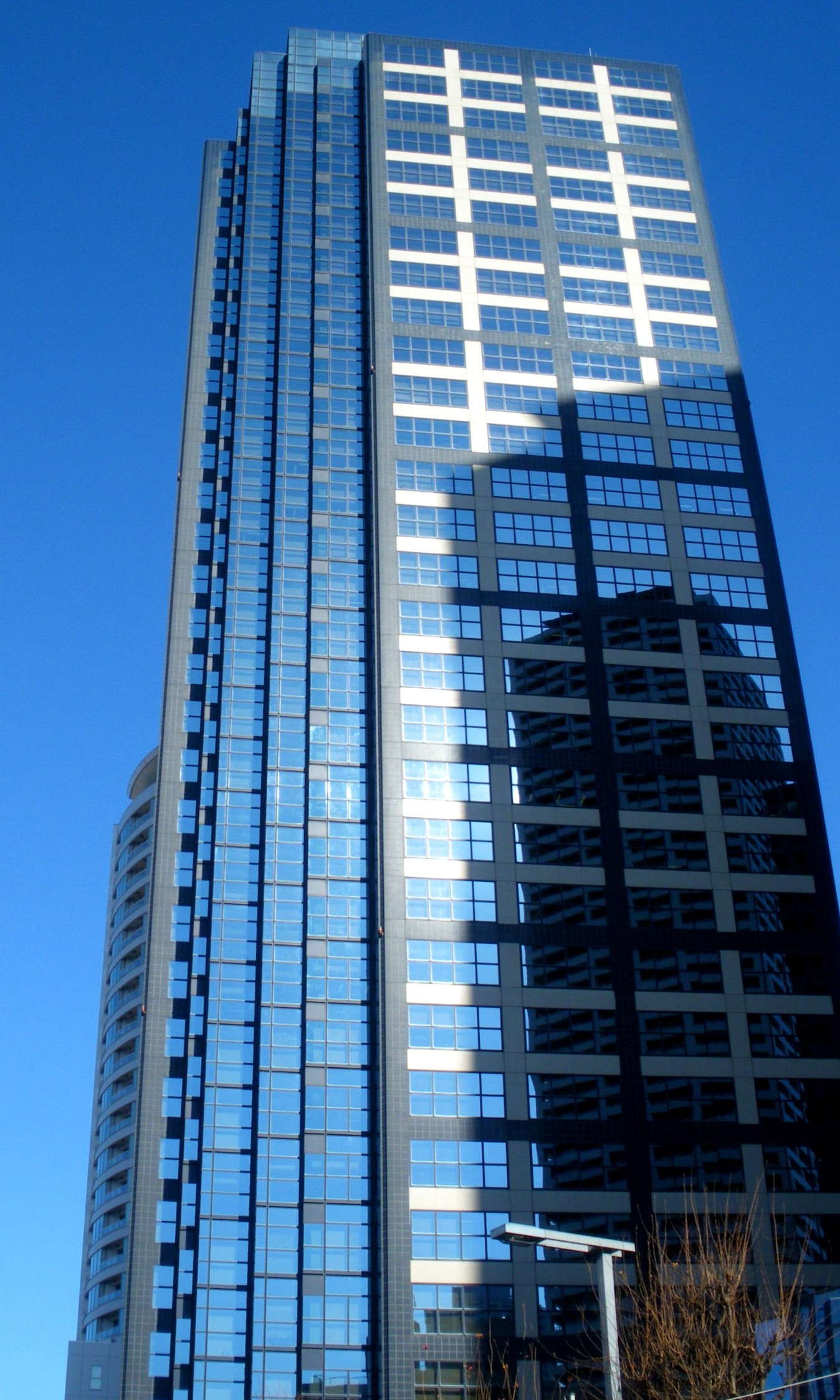
新宿I-Town（1994年）
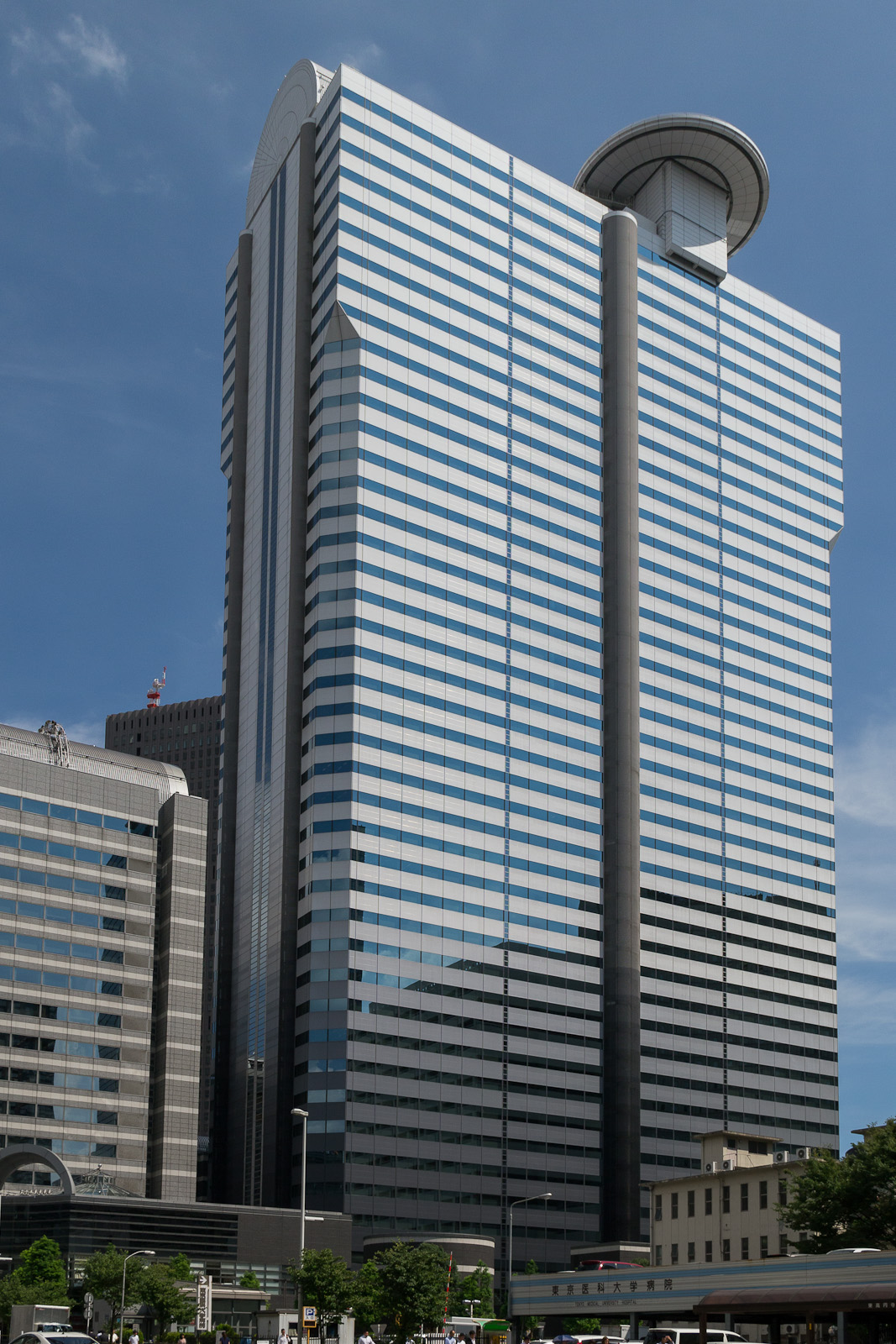
新宿i-Land大廈（1995年）
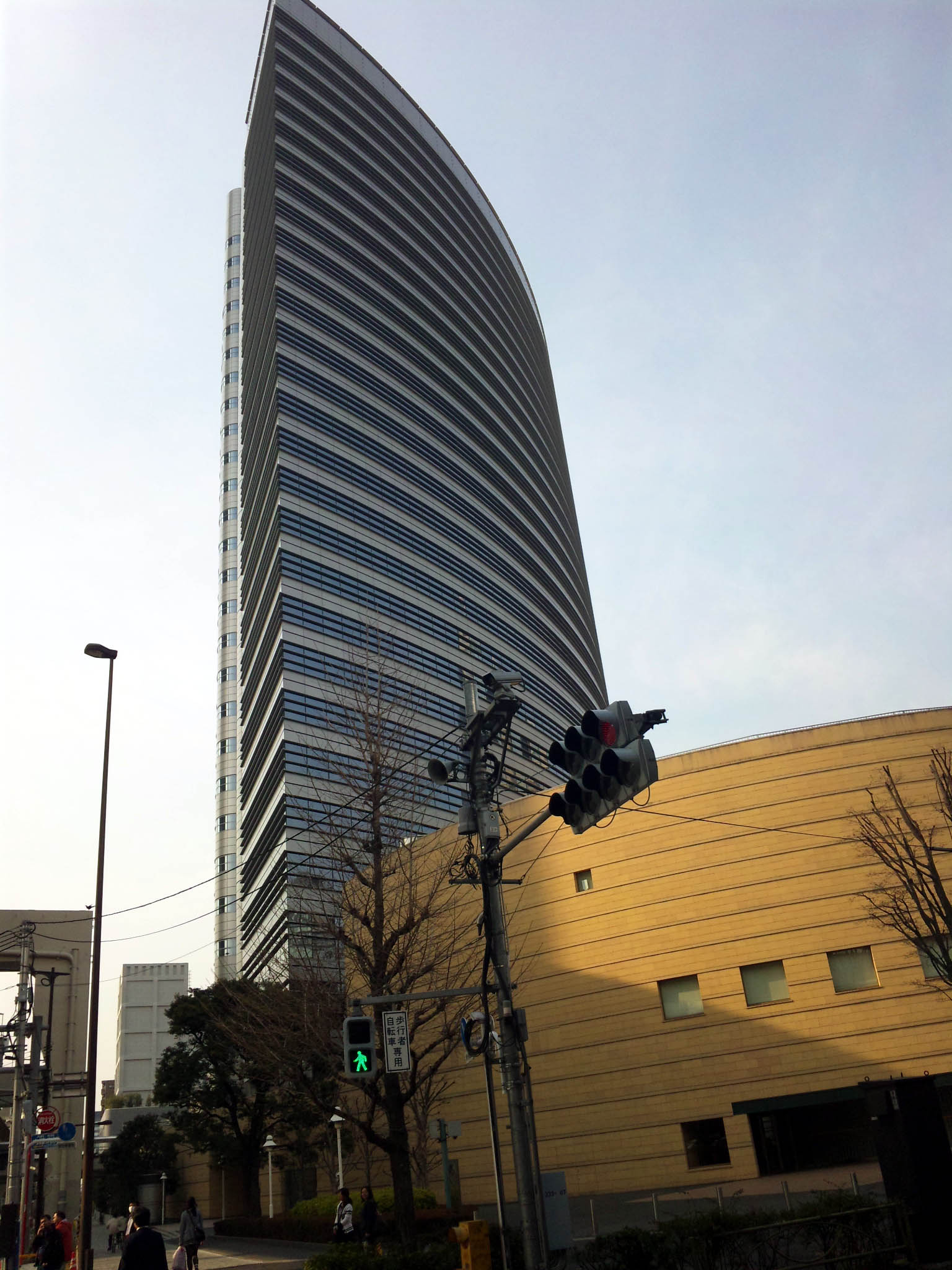
NTT東日本本社大廈（1995年）
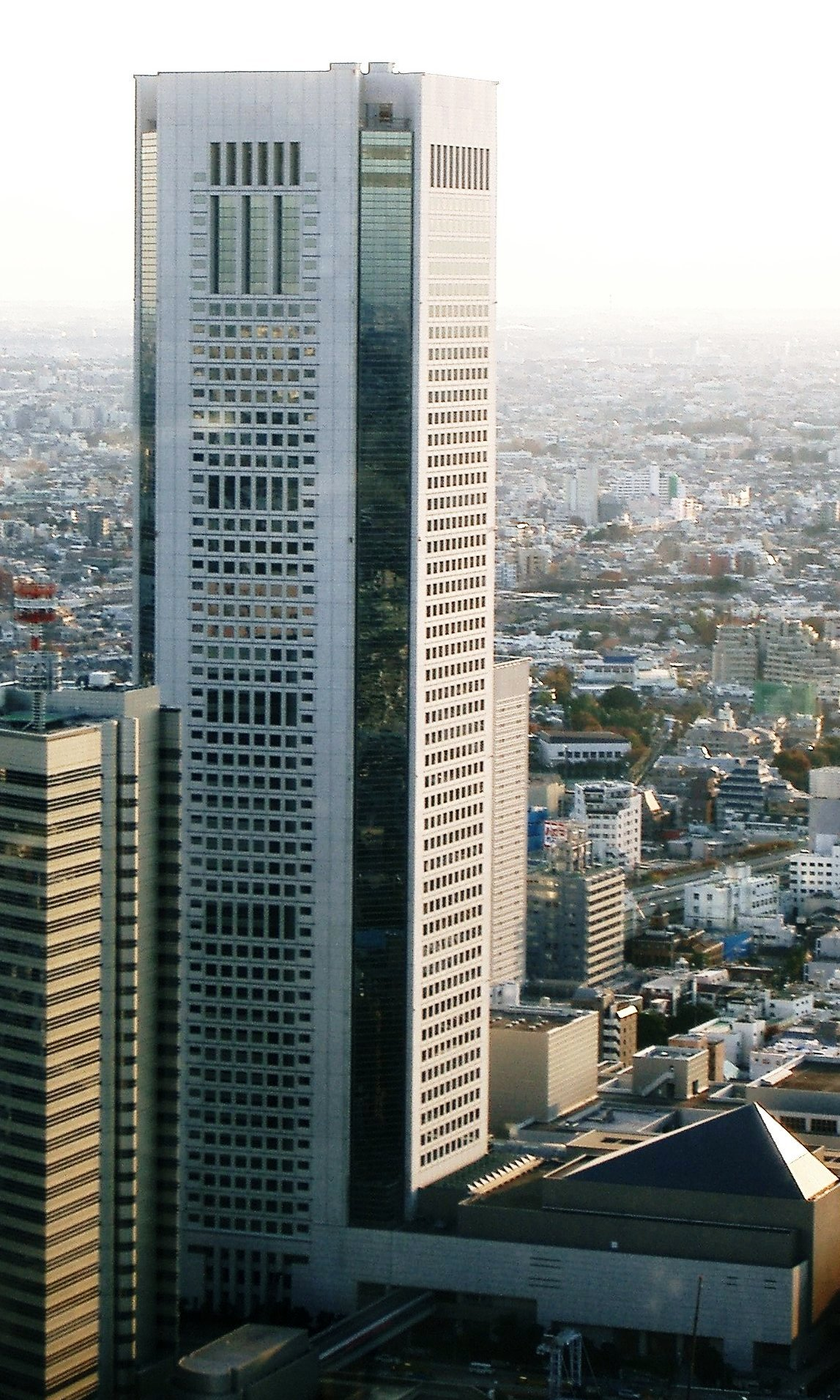
東京歌劇城大廈（1996年）
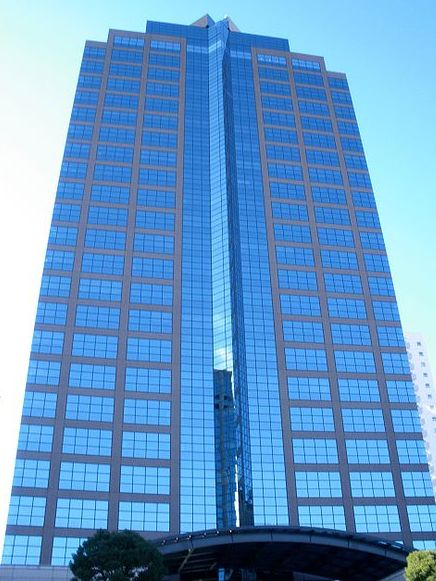
西新宿三井大廈（1999年）

#### 2000年代建設的超高層大樓

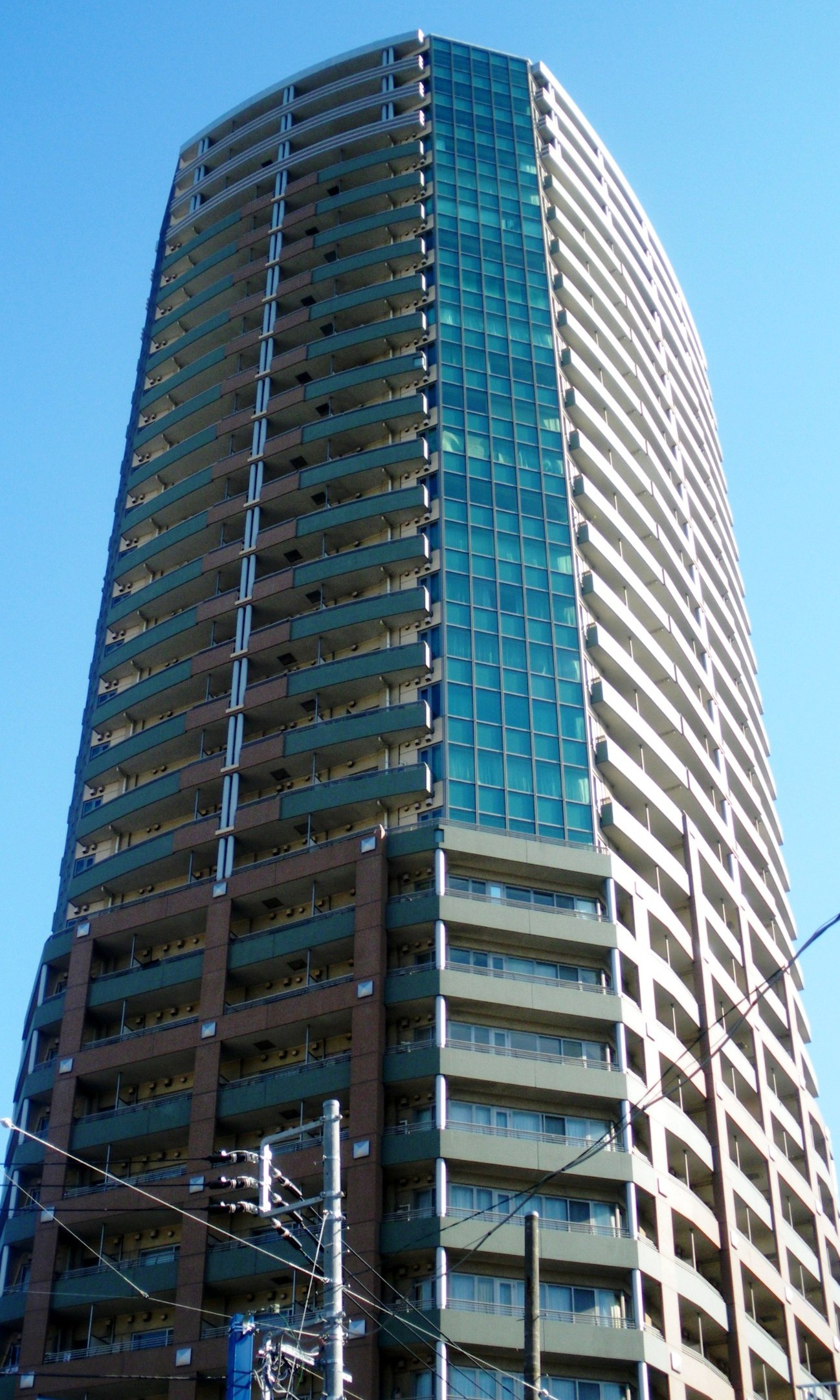
CENTRAL RESIDENCE新宿CITY TOWER（2001年）
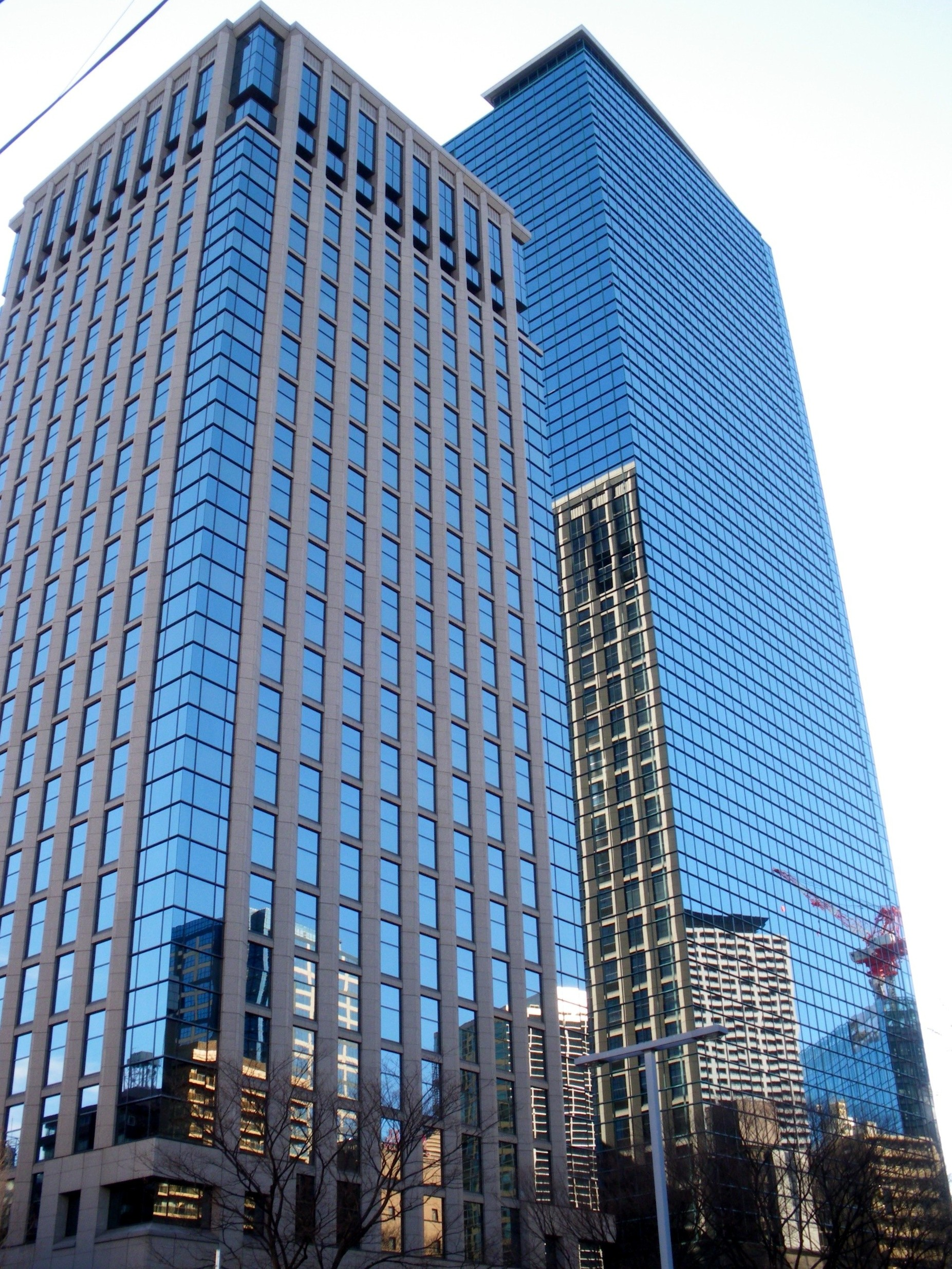
新宿OAK CITY（日土地西新宿大廈：2002年、住友不動産新宿OAK大廈：2003年）
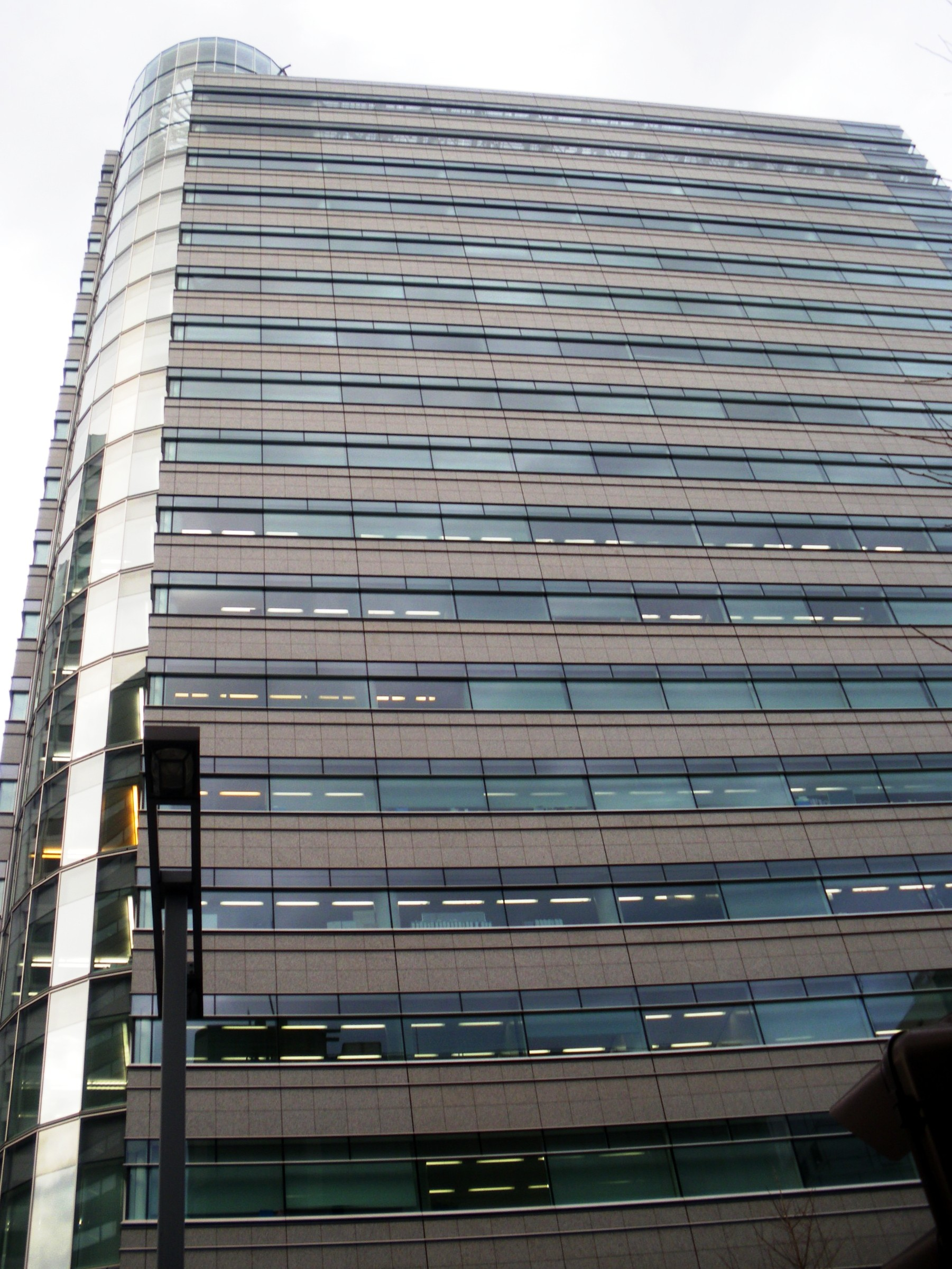
新宿First West（2003年）
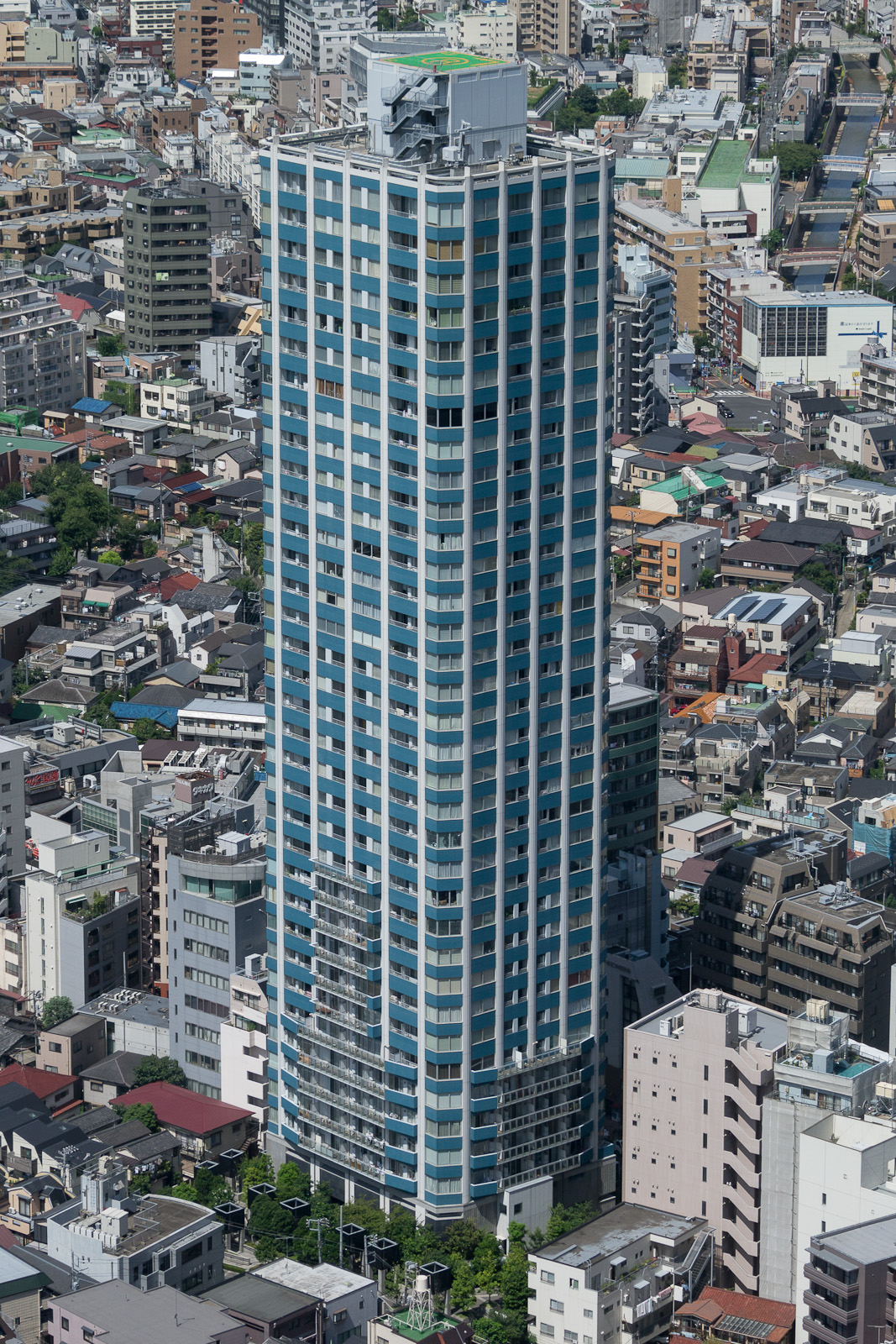
City Tower新宿新都心（2005年）
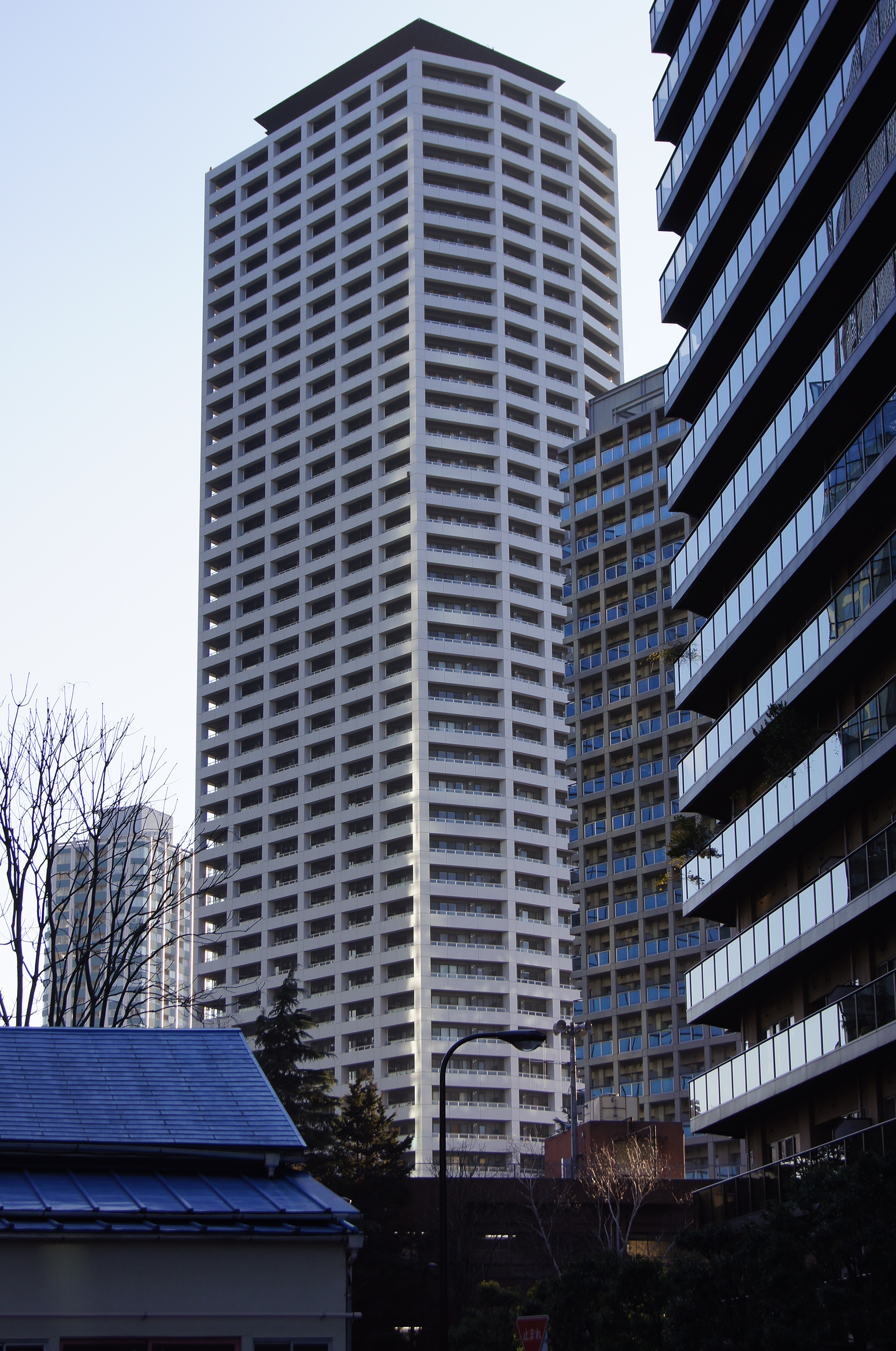
CONCIERIA西新宿 TOWER'S WEST（2008年）
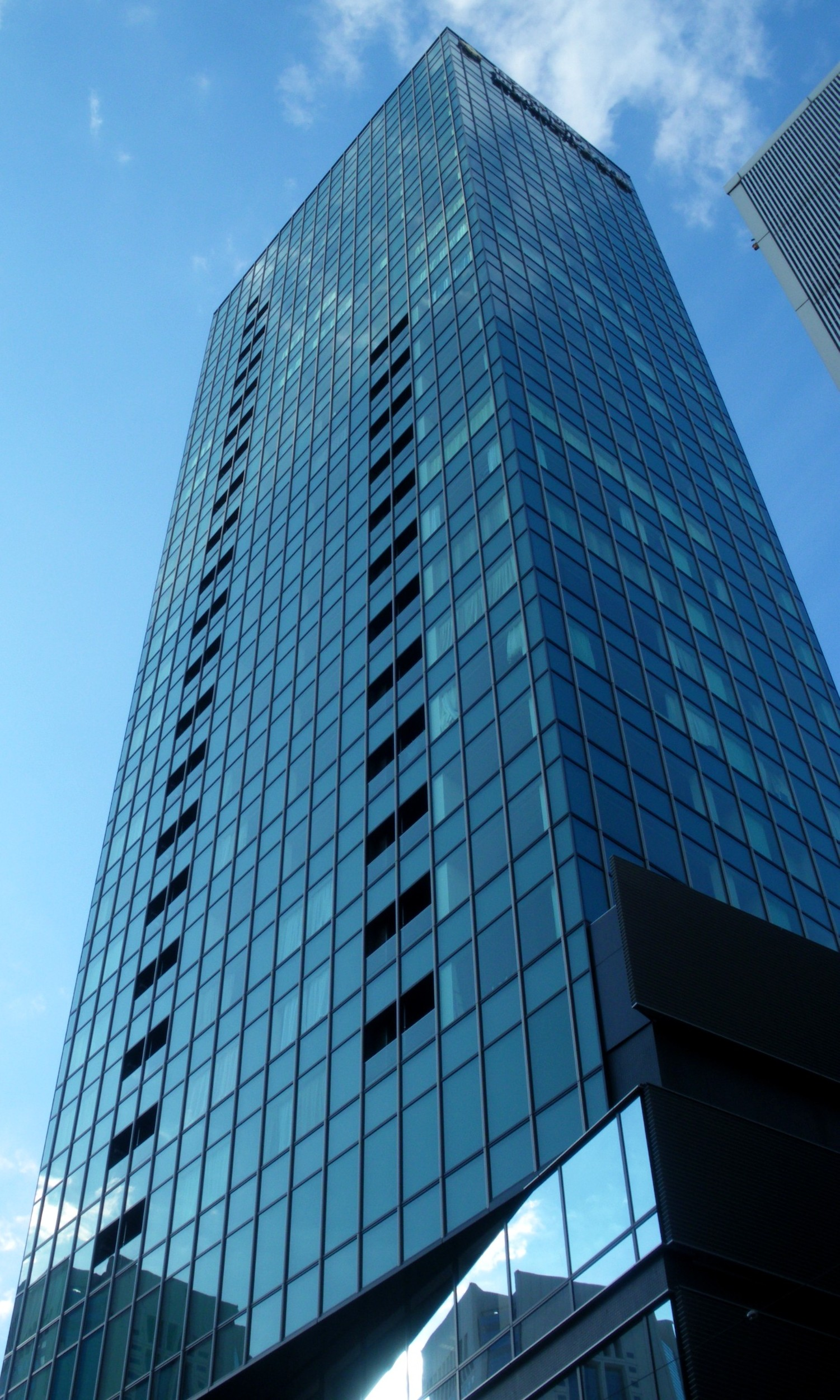
住友不動産西新宿大廈5號館（Platine新宿新都心）（2008年）
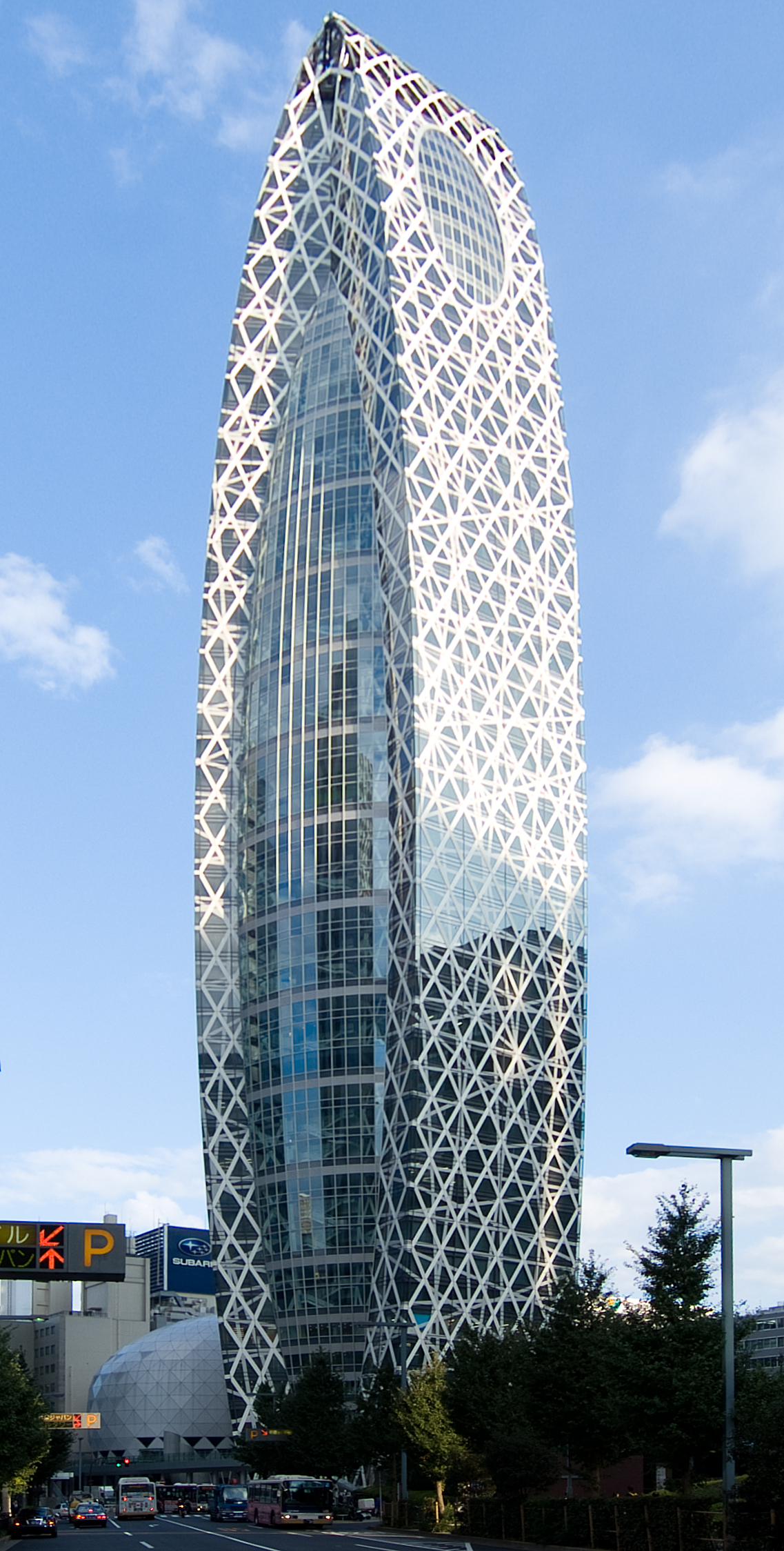
Mode學園蟲繭大廈（2008年）
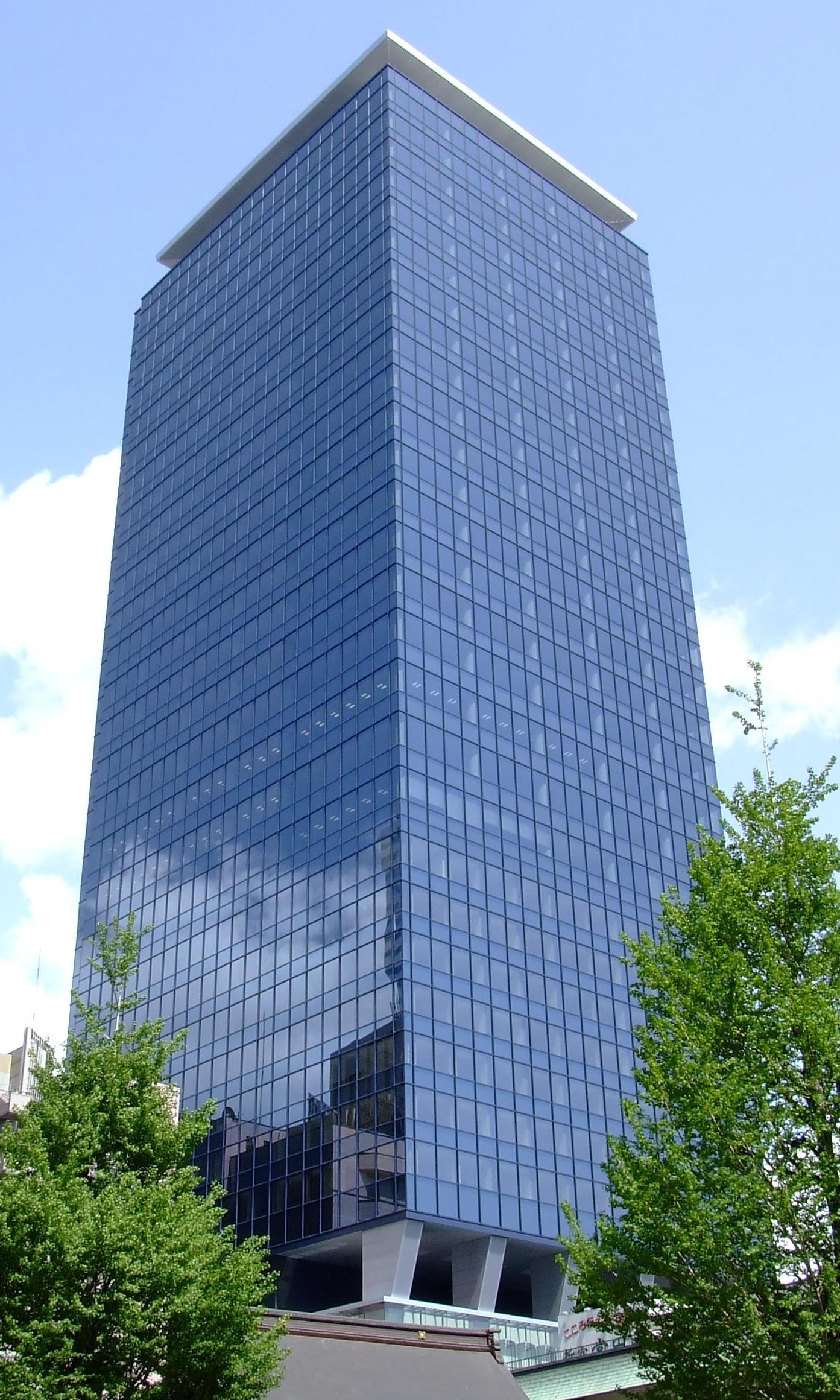
住友不動産西新宿大廈（Platine西新宿）（2009年）

#### 2010年代建設的超高層大樓

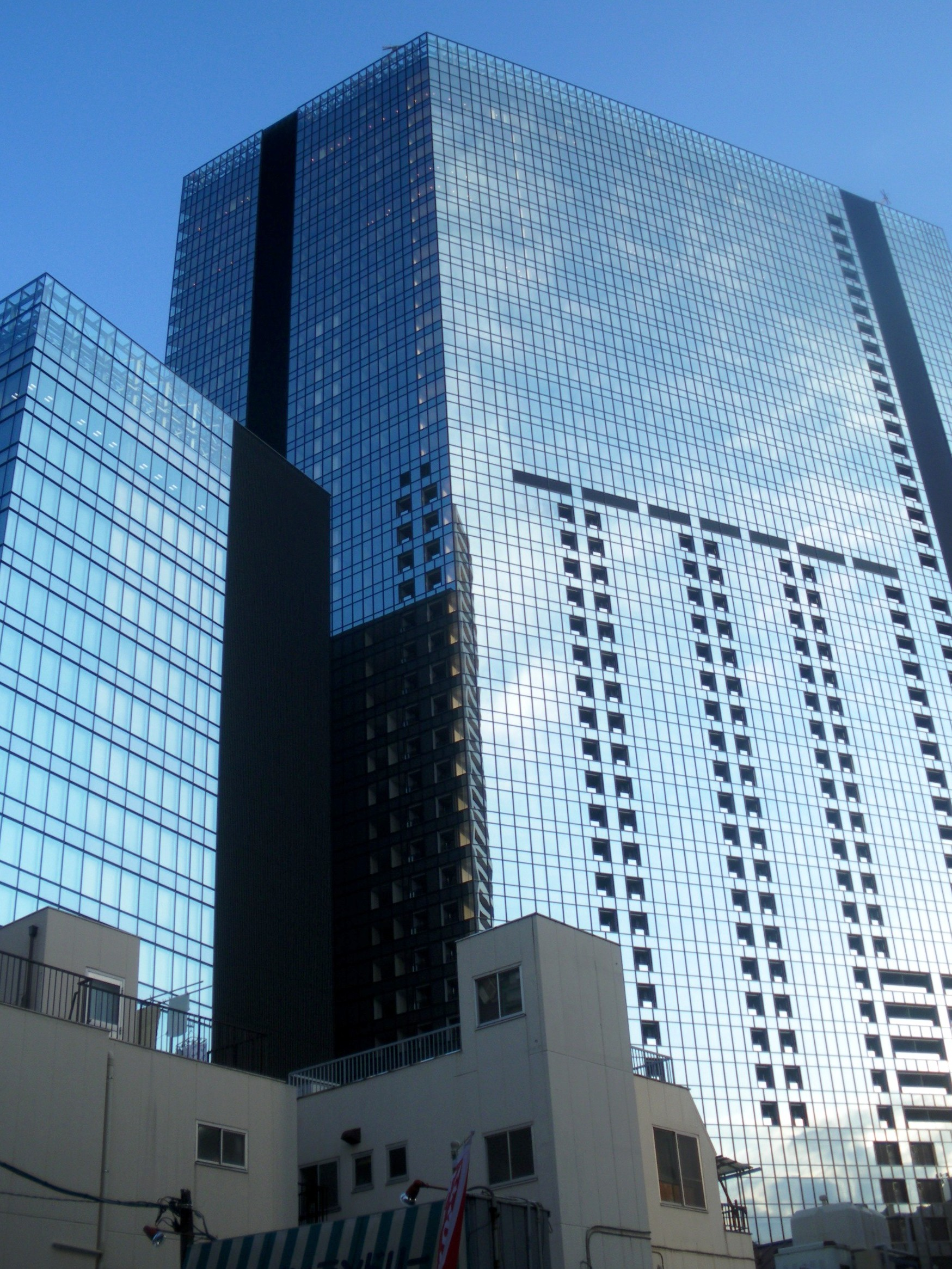
新宿中央公園城(CENTRAL PARK TOWER La Tour新宿)（2010年）
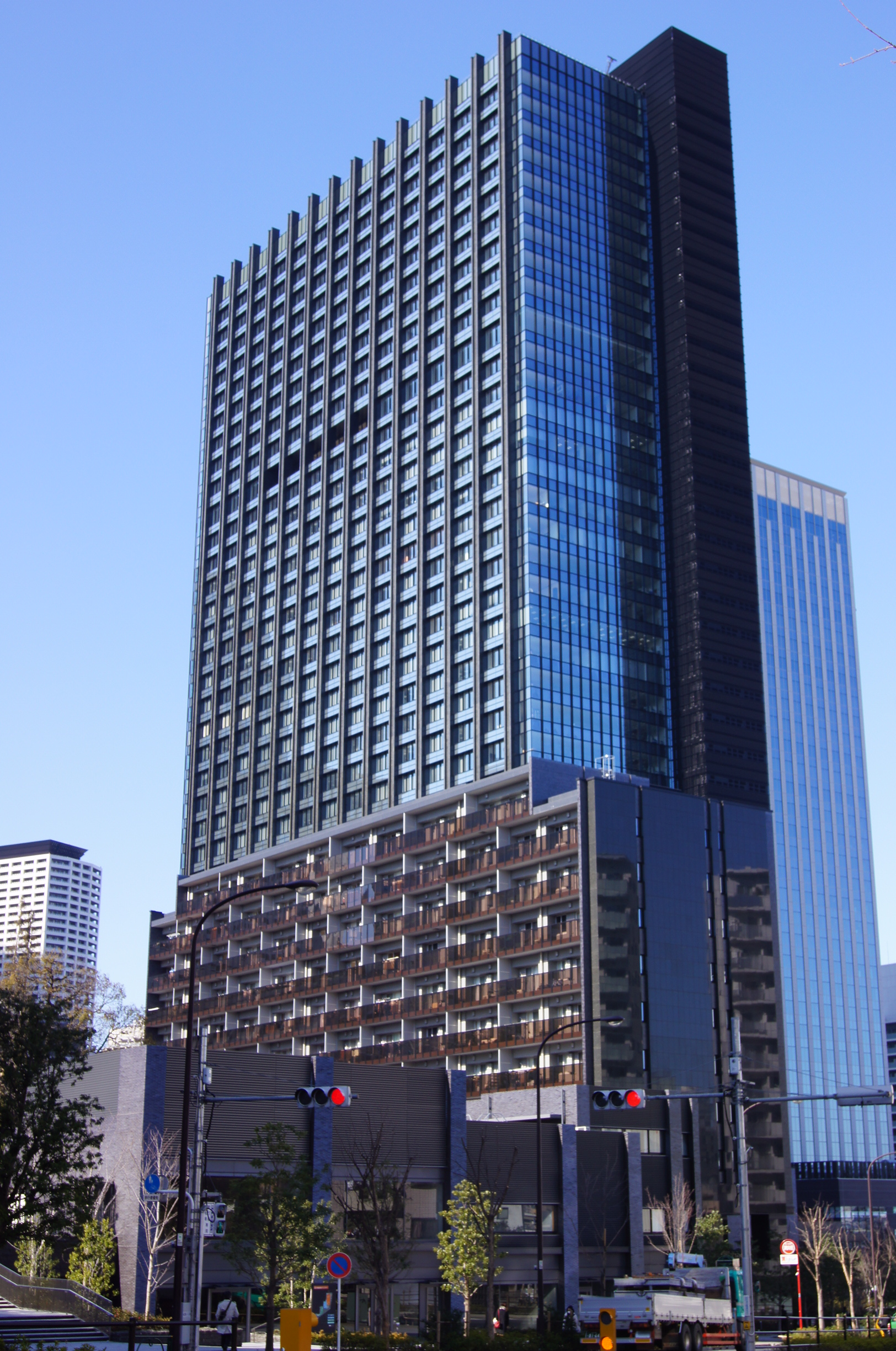
住友不動產新宿Grand大廈（2011年）

### 其他

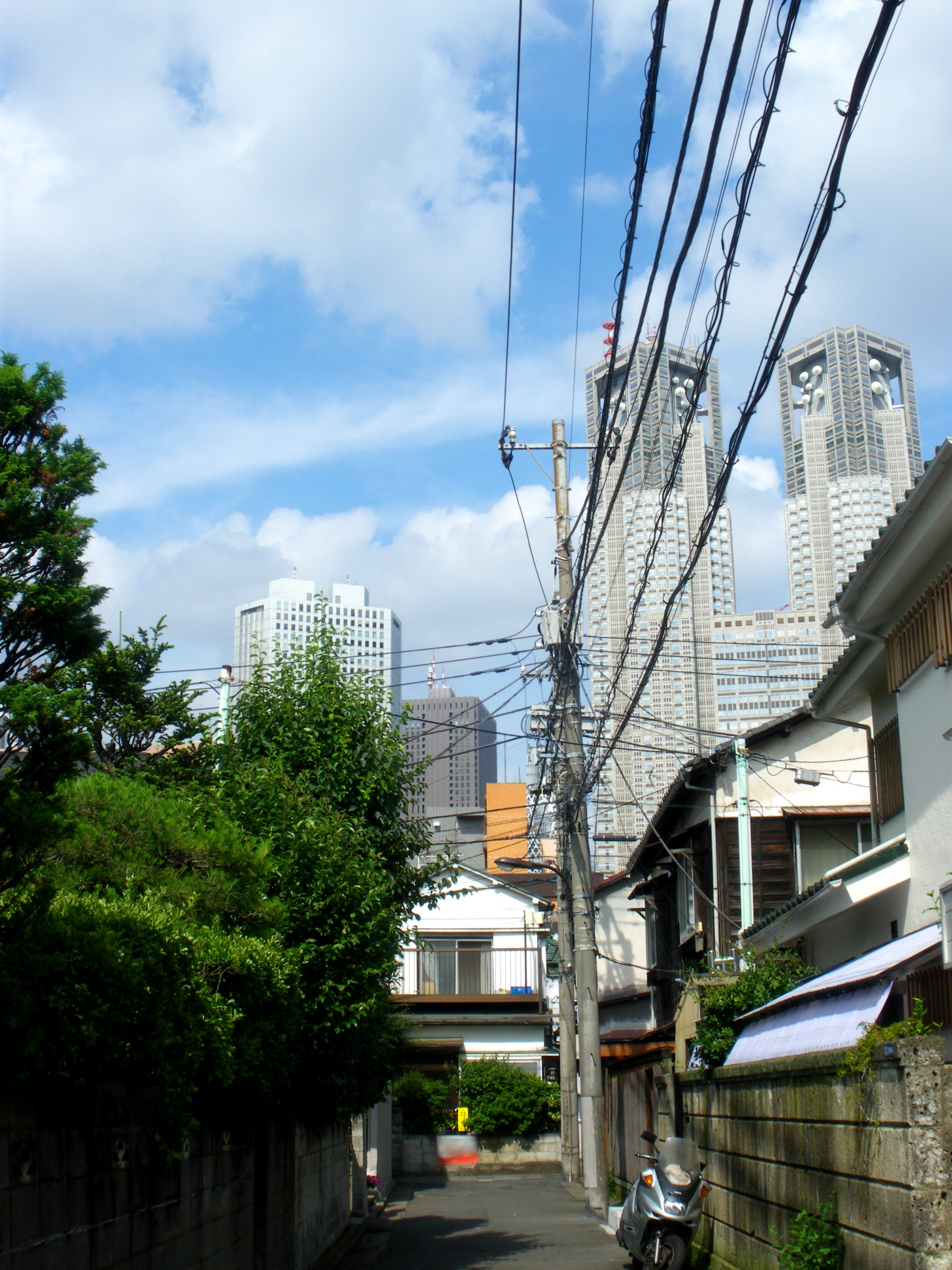
西新宿四丁目附近的住宅街
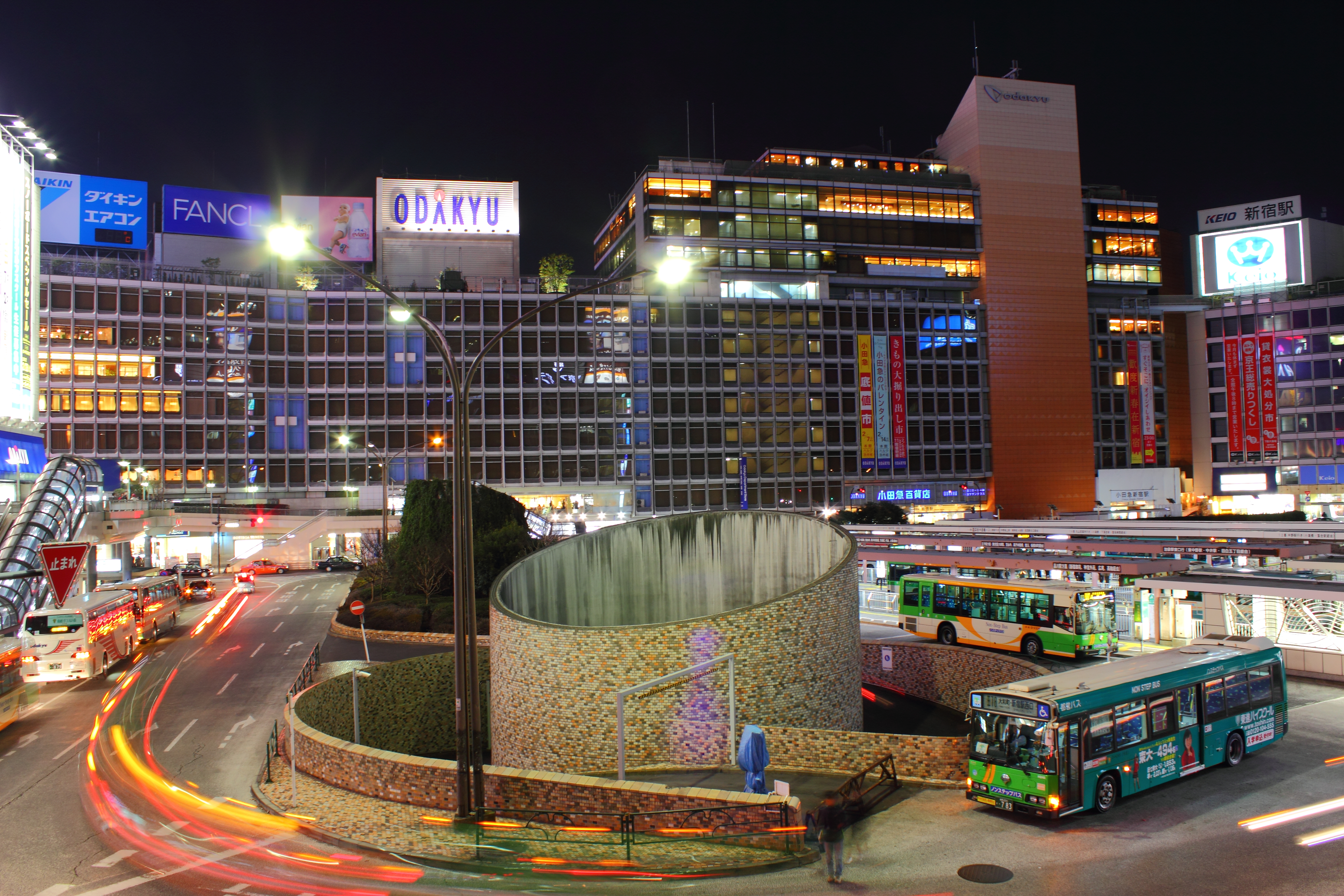
西口小田急百貨店與圓環
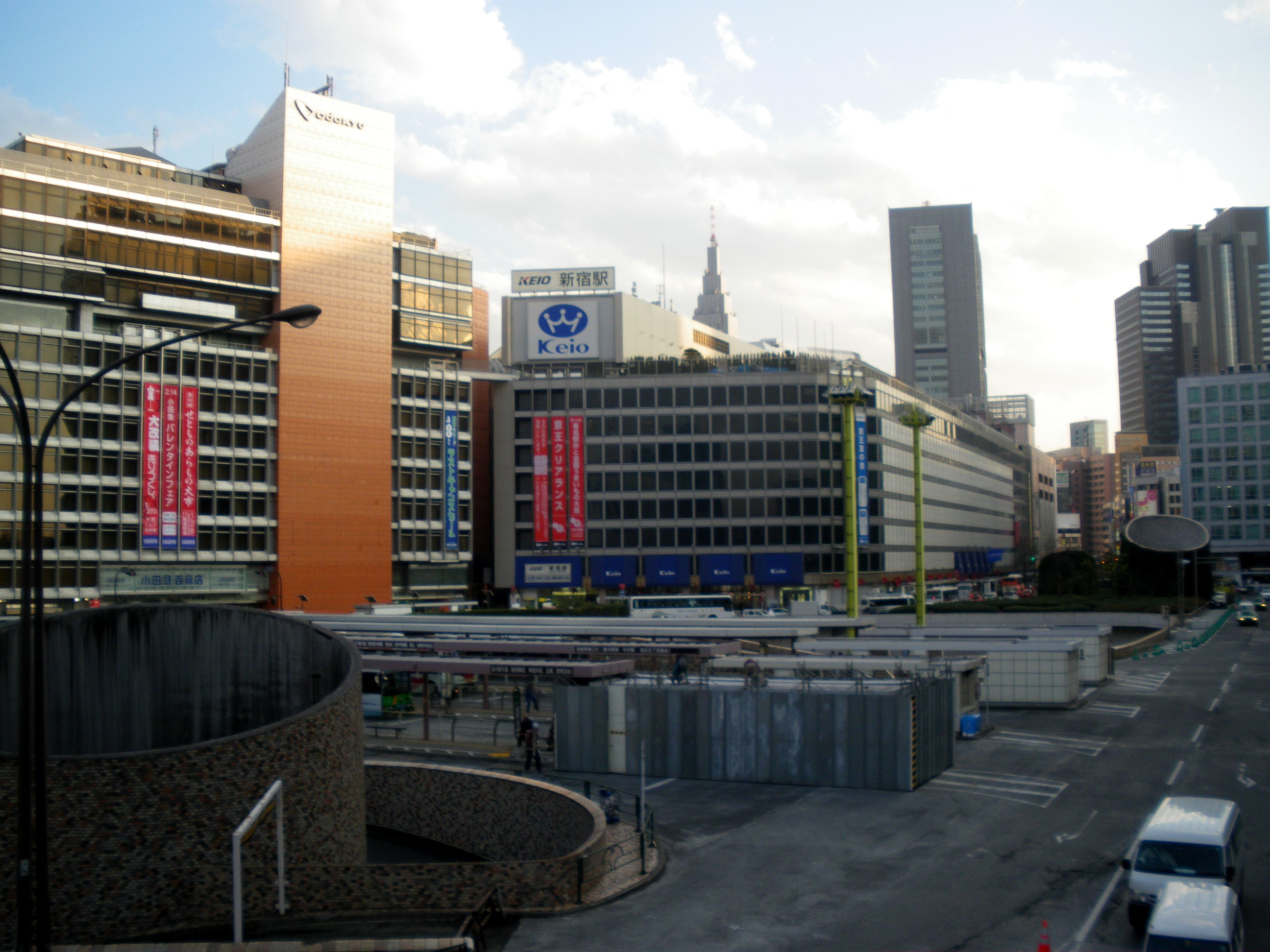
京王百貨店與新宿西口轉運站
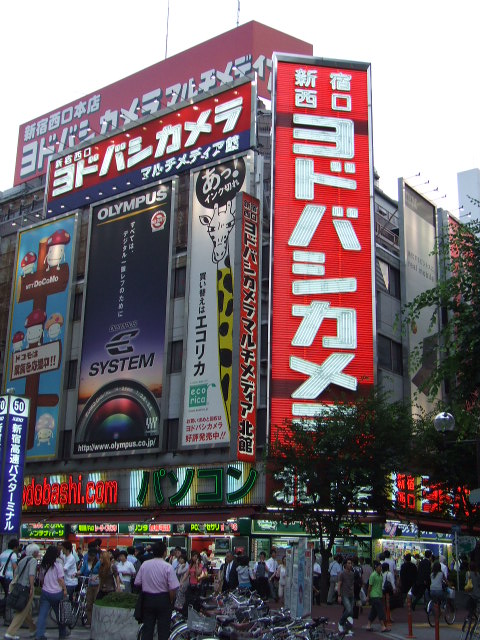
大型電器連鎖店友都八喜位於新宿西口的總店（日语：ヨドバシカメラ新宿西口本店）
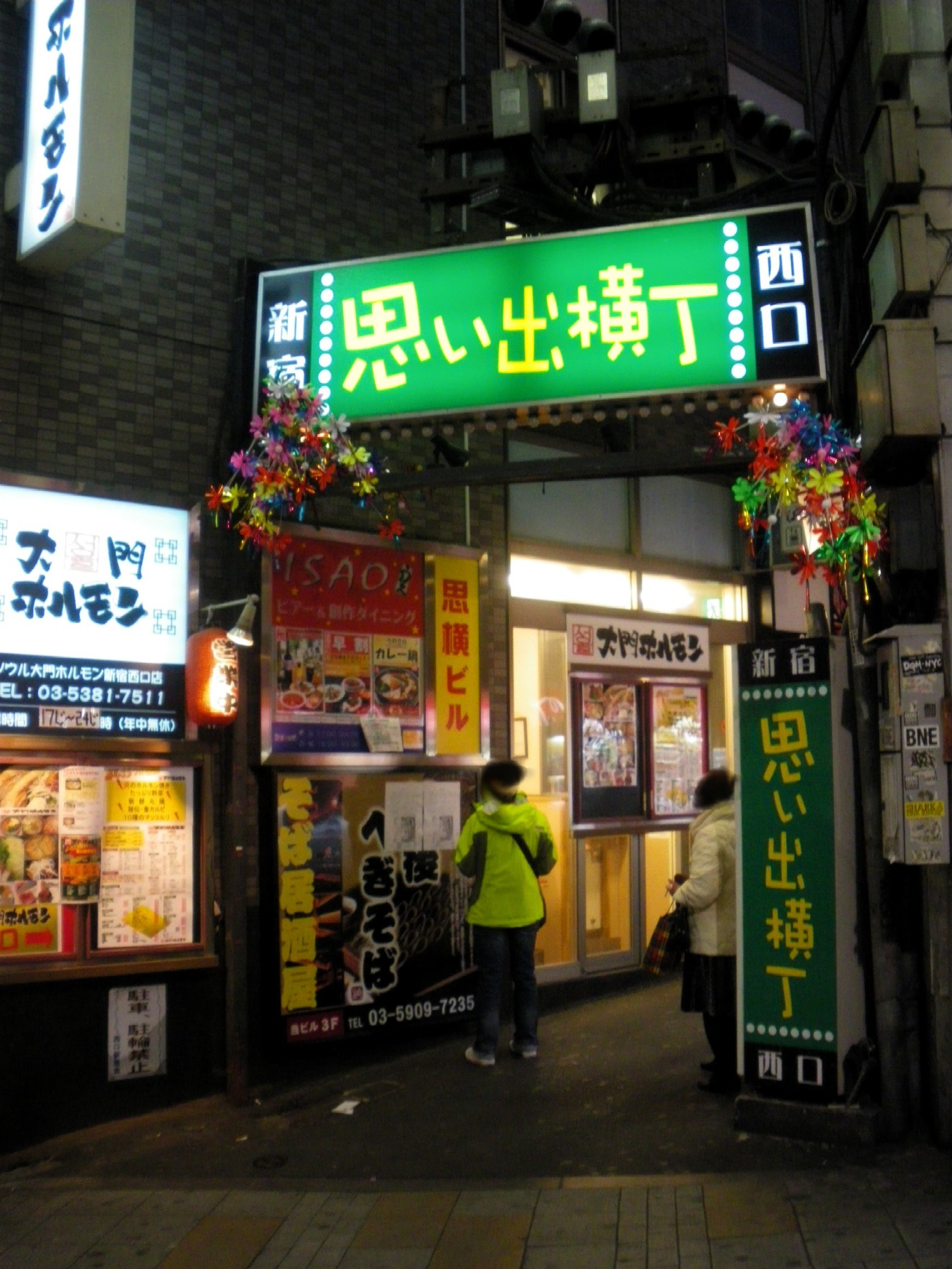
回憶橫丁

## 西新宿出身的有名人
- 江原素六（政治家）
- 阪東妻三郎（俳優）

## 參见
- 新宿
- 西新宿站
- 新宿站
- 新宿西口站
- 淀橋淨水廠（日语：淀橋浄水場）
- 淀橋（日语：淀橋）
- 工作室·零

## 備註
1. ↑  .   [2013-08-10]. （原始内容存档于2014-08-19）.
2. ↑  舊柏木1 - 5丁目請參照北新宿的地理、歷史。

## 外部連結
- 西新宿一丁目商店街